# 2019
Évszázadok: 20. század – 21. század – 22. század
Évtizedek: 1960-as évek – 1970-es évek – 1980-as évek – 1990-es évek – 2000-es évek – 2010-es évek – 2020-as évek – 2030-as évek – 2040-es évek – 2050-es évek – 2060-as évek
Évek: 2014 – 2015 – 2016 – 2017 –  2018 – 2019 – 2020 – 2021 – 2022 – 2023 – 2024

## Események

### Január
- január 1.

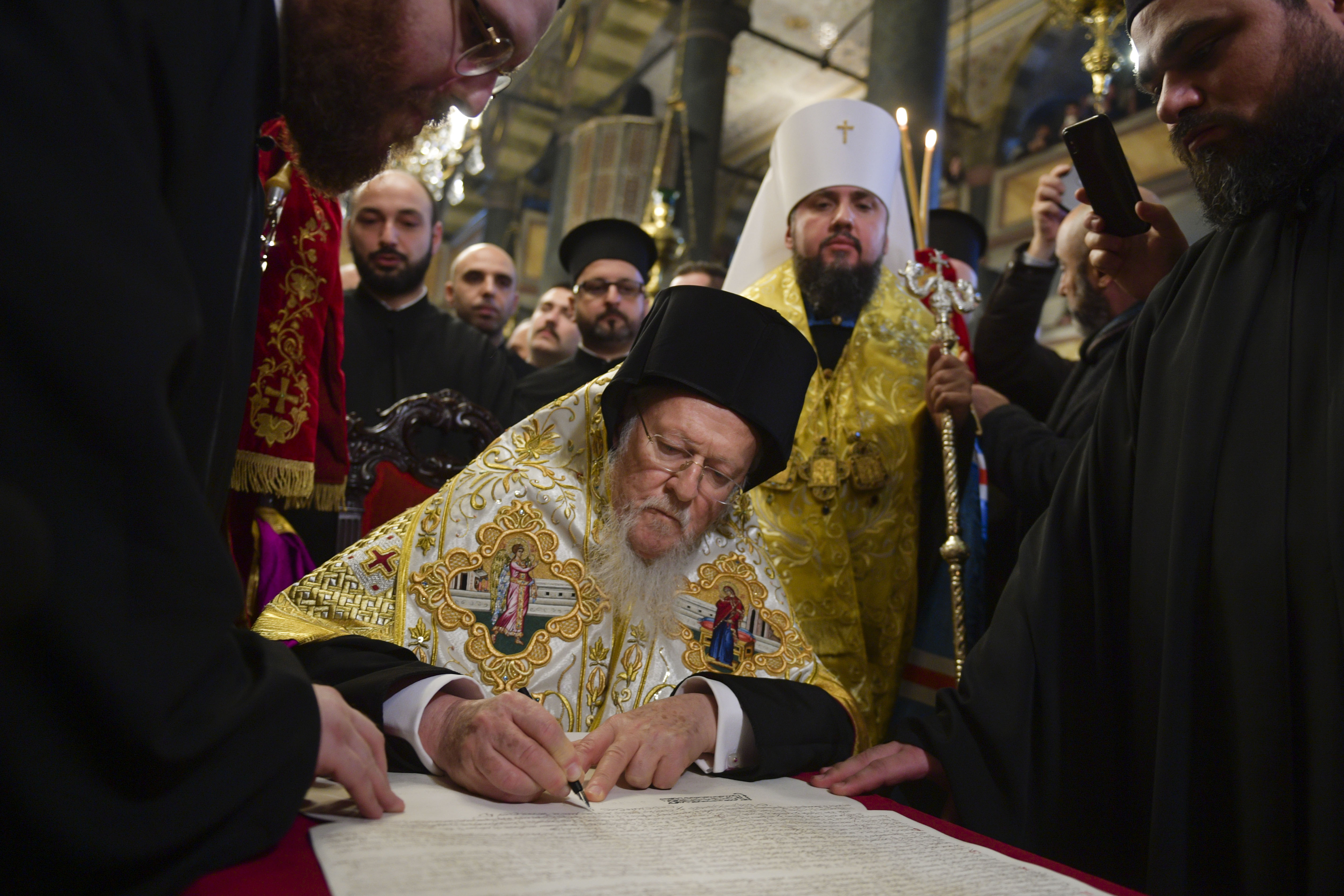
I. Bartolomaiosz aláírja az önálló ukrán ortodox egyházat elismerő tomoszt az isztambuli Szent György-székesegyházban

  - Románia átveszi Ausztriától az Európai Unió soros elnökségét, mely tisztséget a rotációban hat hónapig tölti be,[1] és júliustól az év második felére Finnországnak ad tovább.
  - Hatályba lép a honvédelmi alkalmazottak jogállásáról szóló törvény, mely értelmében a Magyar Honvédség közalkalmazotti állománya új jogviszonyba kerül át.[2]
  - Magyarország – Veszprémben a helyi tömegközlekedés üzemeltetését az állami ÉNYKK Zrt-től az önkormányzati V-Busz Veszprémi Közlekedési Kft. veszi át.
- január 5. – I. Bartholomaiosz konstantinápolyi pátriárka aláírja a december 15-én létrejött ukrán ortodox egyház autokefáliáját elismerő tomoszt.[3]
- január 6. – Lemond trónjáról Malajzia királya, V. Muhammad. (2016 decemberében koronázták meg, és két éven át volt az ország protokolláris tisztségeket betöltő államfője.)[4]
- január 7. – Sikertelen katonai puccs a közép-afrikai Gabonban.[5]
- január 9. – A Kongói Demokratikus Köztársaság központi választási bizottsága (Céni) az – előző év decemberében megtartott – elnökválasztás győztesének Felix Tshisekedi ellenzéki vezetőt hozza ki, mely ellen a másik ellenzéki kihívó, Martin Fayulu panasszal élt. (Panaszát az alkotmánybíróság elutasította.)[6]
- január 10. – Venezuelában beiktatják második elnöki terminusára Nicolás Madurót, aki az előző évi választást úgy nyerte meg, hogy a versengésből kizárták az ellenzéki jelölteket.[7]
- január 11. – A macedón parlament kétharmados többséggel jóváhagyja az ország nevének megváltoztatásáról szóló alkotmánymódosítást. (A volt jugoszláv tagköztársaság Észak-Macedóniára való átnevezésével véget ér a szomszédos Görögországgal 27 évig tartó névvita.)[8]
- január 13. – Egy 27 éves férfi megkéseli Paweł Adamowiczot, Gdańsk polgármesterét, aki másnap belehal sérüléseibe.[9]
- január 15.
  - Áder János államfő 2023. május 15. napjáig terjedő,  határozott időtartamra Korom Ferenc altábornagyot nevezi ki a Magyar Honvédség parancsnoka beosztásba.[10]
  - A brit parlament alsóháza kétharmados többséggel elutasítja a Theresa May kormányfő által kidolgozott Brexit-megállapodást.
- január 19. – Több mint kilencven helyszínen tüntetéseket és útlezárásokat tartanak országszerte a túlóratörvény (2018. évi CXVI. tv.) elleni tiltakozásul. (A megmozdulások egészen a hónap végéig tartottak.)[11]
- január 21. – A 2018. szeptemberi választások óta húzódó politikai patthelyzetet feloldó koalíciós megállapodás eredményeként megalakul a Stefan Löfven vezette új svéd kormány. (Löfven 21 tagú kormányából 17-en szociáldemokraták, négyen a svéd zöldek politikusai.)[12]
- január 25. – A görög parlament jóváhagyja a Macedóniával kötött névmegállapodást. (A volt jugoszláv tagköztársaság Észak-Macedóniára való átnevezését.)[13]
- január 25. – A brazíliai Minas Gerais állambeli Brumadinho közelében a Vale SA vállalat vasércbányájánál átszakad egy zagytározó gát. A katasztrófának több halálos áldozata is volt.[14]
- január 27. – Bákón, a Szent Miklós-plébániatemplomban először tartanak magyar nyelven misét.[15] (A jászvásári római katolikus püspökség történetében először fordul elő, hogy – az egyházmegye vezetése által elrendelt – rendszeres magyar nyelvű misékre kerüljön sor.)[16]

### Február
- február 1. – A Magyar Nemzeti Bank megújított 500 forintos címletű bankjegye megjelenik a készpénzforgalomban. (A 2018 előtt kibocsátott, régi 500 forintos bankjegyekkel október végéig lehet fizetni.)[17]
- február 3–5. – Ferenc pápa az Egyesült Arab Emírségek egyik monarchiájába, Abu-Dzabiba látogat,[18] ahol részt vesz egy vallásközi konferencián, amelynek célja a vallási fanatizmus visszaszorítása az iszlám mérsékelt ágának népszerűsítésével. (Ferenc pápa személyében először látogatott katolikus egyházfő az Arab-félszigetre.)[19]
- február 14. – A spanyol parlament leszavazza a kisebbségben kormányzó Sánchez-kormány 2019-es költségvetési javaslatát, így Pedro Sánchez kormányfő kénytelen előrehozott választásokat kiírni.[20] (A választások dátumát április 28-ára teszik.)[21]
- február 20. – Együttműködési megállapodást köt egymással a Mi Hazánk Mozgalom és a Magyar Igazság és Élet Pártja (MIÉP).[22] (Február 25-én a Független Kisgazdapárttal is megkötik az együttműködési megállapodást.)[23]
- február 23. – Egyhetes halasztás követően megtartják az elnök- és parlamenti választások első fordulóját Nigériában. (A voksolást eredetileg február 16-ra tűzték ki, de logisztikai és biztonsági aggodalmak miatt néhány órával a szavazóhelyiségek kinyitása előtt elhalasztották.)[24]
- február 24. – Parlamenti választás Moldovában,[25] melyet az ellenzéki, oroszbarát szocialisták nyertek a szavazatok 31%-ával. (Második lett a korrupció elleni küzdelemmel kampányoló ellenzéki blokk 26%-kal, míg a kormányzó, Nyugat-barát Demokrata Párt a voksok 24%-át szerezte meg.)[26]

### Március
- március 3. – A Kaja Kallas vezette ellenzéki jobbközép Reform Párt nyeri az észtországi parlamenti választásokat, és a 28,8%-os szavazataránnyal 34 mandátumhoz jut a 101 fős parlamentben. (A második helyen a kormányzó koalíció vezetője, a főleg az orosz kisebbség által támogatott Centrum Párt végzett. A bevándorlásellenes és euroszkeptikus Észt Konzervatív Néppárt 17,8%-ot szerzett. A parlamentbe a Centrum Párt két koalíciós partnere, a Szociáldemokrata Párt és a Haza nevű konzervatív párt jutott be.)[27]
- március 4. – Kövér László, az Országgyűlés elnöke felavatja Sass Flóra felfedező emléktábláját a Nílus partján, a Murchison Nemzeti Parkban.[28]
- március 8. – Egy hónappal a parlamenti választás előtt benyújtja lemondását Juha Sipilä finn kormányfő, mert nem sikerült áterőltetnie a parlamenten a társadalombiztosítási reformot.[29]
- március 12. – A brit törvényhozás alsóháza újból – és nagy arányban – elutasítja az Egyesült Királyság európai uniós tagsága megszűnéséről szóló megállapodást. (Majdnem százötven vokssal szavazták le a miniszterelnök, Theresa May javaslatát.)[30]
- március 15. – Fegyveresek tüzet nyitnak az új-zélandi Christchurch két mecsetében az imára összegyűlt hívekre.[31] (A fegyveres merényletben összesen 50 ember vesztette életét,[32] 48 másik pedig megsérült. A rendőrök – a terrortámadássá minősített – üggyel kapcsolatban négy embert vettek őrizetbe, akik közül később három főt szabadon engedtek, míg a 28 éves ausztráliai Brenton Tarrant ellen vádat emeltek.)[33][34]
- március 16. – Az ötödik közvetlen szlovákiai elnökválasztás első fordulóját Zuzana Čaputová, az ellenzéki liberális pártok jelöltje nyeri, aki a legerősebb kormánypárt, az Irány jelöltjével, a második legtöbb szavazatot szerzett Maroš Šefčovič-csal együtt mérettetheti meg magát az elnökválasztás második fordulójában.[35]
- március 19. – Váratlanul bejelenti lemondását Kazahsztán elnöke, Nurszultan Abisuli Nazarbajev, aki csaknem harminc éven át töltötte be ezt a tisztséget.[36]
- március 20. – Theresa May brit kormányfő három hónapos halasztást kér az Egyesült Királyság EU-tagságának megszűnésére, amely az alapszerződés 50. cikke alapján március 29-én következett volna be.[37]
- március 21. – Az Európai Unió állam- és kormányfői brüsszeli csúcstalálkozójukon megegyeznek, hogy haladékot adnak a briteknek és május 22-éig hosszabbítják meg az Egyesült Királyság kilépésének határidejét, de csak akkor, ha a londoni parlament alsóháza elfogadja az erről szóló megállapodást. (Újabb elutasítás esetén a szigetország április 12-ig továbbra is az Európai Unió tagja maradna, de eddig az időpontig értesítenie kellene az EU-t, hogy részt fog-e venni a május végi európai parlamenti választáson.)[38]
- március 24. – Parlamenti választások Thaiföldön.[39] (A Választási Bizottság elismerte, hogy „emberi hibákat” vétett, ezért a hivatalos eredmény közlését májusra halasztja.)[40]
- március 25. – Donald Trump amerikai elnök aláírja azt a nyilatkozatot, amellyel az Egyesült Államok hivatalosan elismeri Izrael fennhatóságát a Golán-fennsík felett. (Az ENSZ közleménye szerint nem változott a terület jogállása, mivel a Biztonsági Tanács által 1981-ben egyhangúlag elfogadott határozat leszögezi, hogy Izrael által „a törvényeinek, igazságszolgáltatásának és közigazgatásának a megszállt szíriai Golán-fennsíkra történő kényszerítése semmis, és semmilyen nemzetközi jogi hatálya nincsen”.)[41]
- március 27–28. – Orbán Viktor miniszterelnök kétnapos hivatalos látogatásra Praiába, a Zöld-foki Köztársaság fővárosába látogat, ahol megbeszélést folytat Jorge Carlos Fonseca államfővel és Ulisses Correia e Silva kormányfővel.[42] (A tárgyalásokat követően a két ország gazdasági és oktatási együttműködési megállapodást köt.)[43]
- március 28. – A NATO tagországai 2022. szeptember 30-áig meghosszabbítják Jens Stoltenberg főtitkár megbízatását.[44]
- március 29.
  - A brit parlament harmadszor is leszavazza Theresa May kormányfő előterjesztését a kilépési megállapodásról. (Nagy-Britanniának ezen a napon kellett volna távoznia az EU-ból.)[45]
  - A rendőrség könnygáz és vízágyú bevetésével oszlatja fel az utóbbi hetekben hatodszor összegyűlő, a 82 éves Abd el-Azíz Buteflíka elnök lemondását és rendszerváltást követelő tömeget Algírban. (A február 22-én kirobbant tiltakozó mozgalom a Franciaország ellen felszabadítási háború veteránjai helyett fiatal arcokat kívánnak látni a politikai vezetésben, míg Ahmed Gaid Szalah vezérkari főnök a 26-ai, televízióban közvetített beszédében az elnök alkotmányos úton való menesztését szorgalmazta.)[46]
- március 30. – A szlovák elnökválasztás második fordulóját,[35] jelentős előnnyel, a liberális pártok által támogatott Zuzana Čaputová nyeri.[47]
- március 31. – Elnökválasztás Ukrajnában, melynek első fordulójában a politikán kívülről érkező humorista, Volodimir Zelenszkij és a hivatalban lévő államfő, Petro Porosenko szerzi meg a legtöbb szavazatot, s jutottak tovább a második körbe. (A választáson minden korábbinál több, 39 jelölt indult, köztük a volt miniszterelnök, Julija Timosenko harmadikként végzett, míg az Oroszország párti jelöltek közül Jurij Bojko végzett a legjobb eredménnyel.)[48]

### Április
- április 1. – Az Országgyűlés elfogadja a Családvédelmi Akciótervet.[49]
- április 2. – Lemond Abd el-Azíz Buteflíka, Algéria 1999 óta hivatalban lévő államfője,[50] a törvényhozás egy héttel később (ápr. 9.) Abdelkader Benszalahot, a parlament felsőházának elnökét választja meg az ország ideiglenes államfőjévé.[51]
- április 3. – A nemzetközi bírálatok ellenére Bruneiben életbe lép az új, iszlám jogon (saría) alapuló büntető törvénykönyv, amely halállal (halálra kövezéssel) bünteti a homoszexualitást és a házasságtörést, a tolvajlást pedig kéz- vagy láblevágással bünteti.[52]
- április 9. – Parlamenti választások Izraelben.[53] (A 120 fős parlamentben 35–35 helyet szerzett Benjámín Netanjáhú kormányfő jobboldali Likud tömörülése és legfőbb kihívója, a Beni Ganc – korábbi vezérkari főnök – vezette centralista Kék és Fehér Párt.[54] Mivel a kormányalakításra felkért Netanjáhú a törvényben megszabott határidőere nem tudott koalíciót összehozni a megválasztott új parlament feloszlatta magát.)[55]
- április 10.
  - Donald Tusknak, az Európai Tanács elnökének kezdeményezésére újra összeülnek az Európai Unió állam- és kormányfői, hogy megvitassák a Brexitet, miután a brit alsóház harmadszorra is elutasította Theresa May megállapodás-tervezetét.[56]
  - Megkezdődik a rendszeres vasúti konténerfuvarozás a közép-kínai Hszian városa és Budapest között.[57]
- április 11.
  - Letartóztatják Julian Assange-t, a WikiLeaks leleplező portál alapítóját, miután Ecuador visszavonta tőle a menedékjogot és londoni nagykövetsége beengedte a brit titkosrendőrséget, hogy az a 7 éve ott bujkáló férfit elfoghassa.[58] (A Svédországban nemi erőszakkal megvádolt Assange ellen az Amerikai Egyesült Államokban a letartóztatás után azonnal vádat emeltek összeesküvés gyanújával és kérték a kiadatását.)[59]
  - A hónapok óta tartó szudáni tüntetések hatására a hadsereg elmozdítja a hatalomból a 30 éve regnáló Omar el-Basír elnököt.[60] (Az 1989 óta hatalomban lévő politikust a katonaság letartóztatta, és a hatalmat átvevő katonai tanács kétéves átmeneti időszakot hirdetett a polgári kormányzás bevezetéséig. A Szudáni Szakmai Szövetség (SPA) vezette tüntetők ezt elutasították, és demonstrációik folytatását hirdették meg,[61] majd távozásra bírták a puccs vezetőjét, Ávád Ibn Auf tábornokot, aki utódjául Fattah al-Burhan Abdelrahman altábornagyot nevezte ki.)[62]
- április 14. – A voksok 17,7%-ával a Szociáldemokrata Párt (SPD) szerepel a legjobban a – néhány hónappal előrehozott – finnországi parlamenti választáson, és 1999 óta először sikerül az első helyen végeznie. (Az euroszkeptikus és nacionalista Finnek nevű párt 17,5%-ot kapott, míg a kormányzó Centrumpárt csak a negyedik helyre jött be.)[63] A Notre-Dame lángokban áll

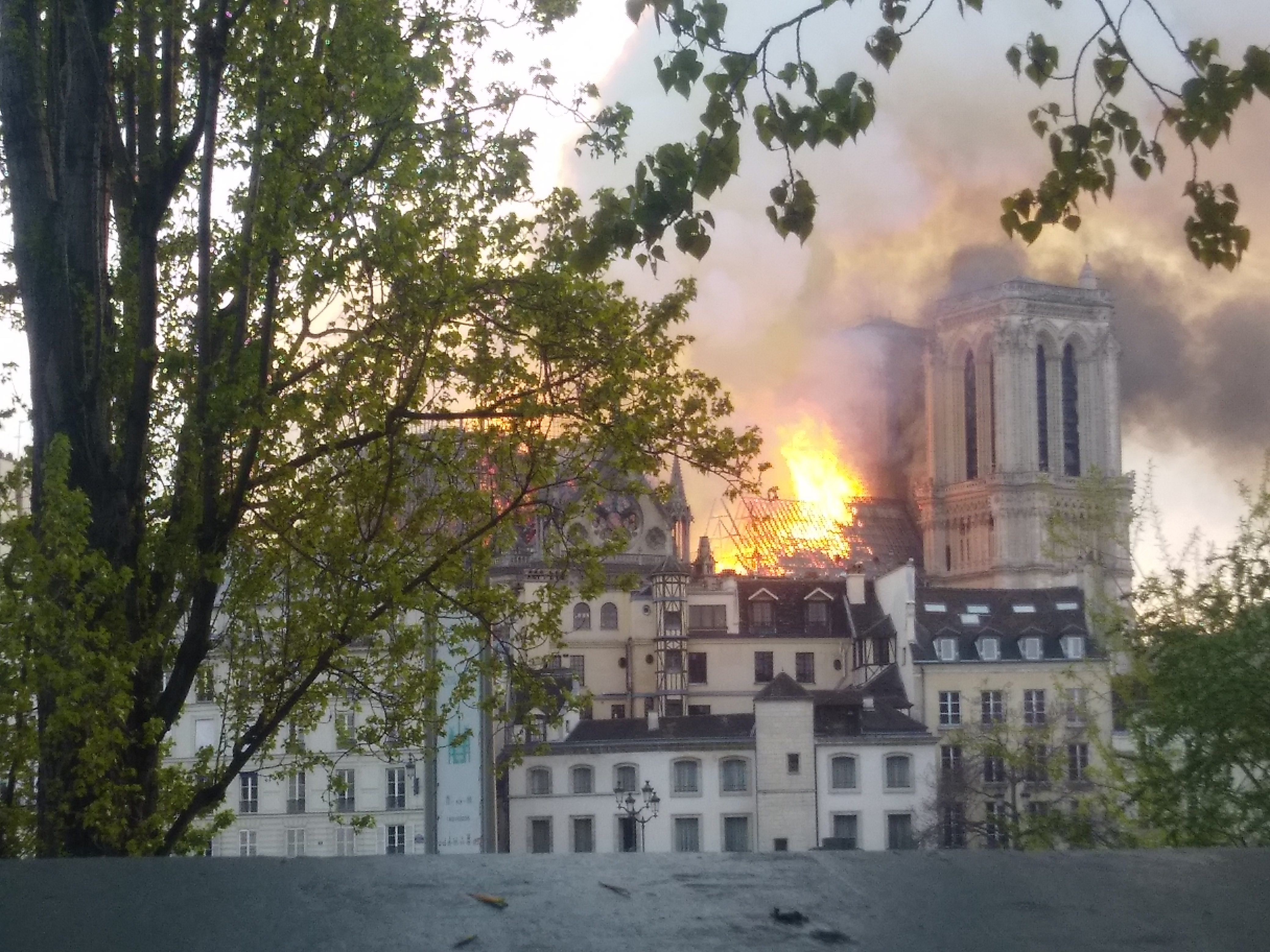
A Notre-Dame lángokban áll

- április 15. – A késő délutáni órákban kigyullad Párizs egyik legjelentősebb épületének, a Notre-Dame-székesegyháznak a tetőszerkezete, az épületben óriási károk keletkeznek.[64] (Az újjáépített székesegyházat öt és fél évvel később, 2024. december 7-én adták át illusztris vendégek részvételével megtartott ünnepélyes ceremónia keretei között.)[65][66]
- április 21.
  - Az ukrán elnökválasztás második fordulója,[48] melyet Volodimir Zelenszkij nagy fölénnyel – a voksok több mint 70%-ával – nyer meg. (Petro Porosenko államfő csak az ukrán nacionalizmus fellegvárának számító Lemberg megyében tudott győzni, mindenhol másutt veszített.)[67]
  - Srí Lankán 321-en[68] életüket veszítik és közel 500-an megsebesülnek, amikor összességében kilenc összehangolt robbantássorozat rázza meg az ázsiai szigetországot, melyet a Nemzeti Tovfik Dzsamaat iszlamista csoport hét öngyilkos merénylője követ el három templom és négy luxusszálló ellen egy időben.[69]
  - Észak-Macedóniában az elnökválasztás első fordulóját követően a kormányzó Macedóniai Szociáldemokrata Szövetség (SDSM) jelöltje, Sztevo Pendarovszki, illetve a legnagyobb ellenzéki párt, a jobboldali Belső Macedón Forradalmi Szervezet – Macedón Nemzeti Egység Demokratikus Pártjának (VMRO-DPMNE) jelöltje, Gordana Sziljanovszka-Davkova jut tovább a második fordulóba.[70] Az EuCET alapítógyűlés résztvevői
- április 25.

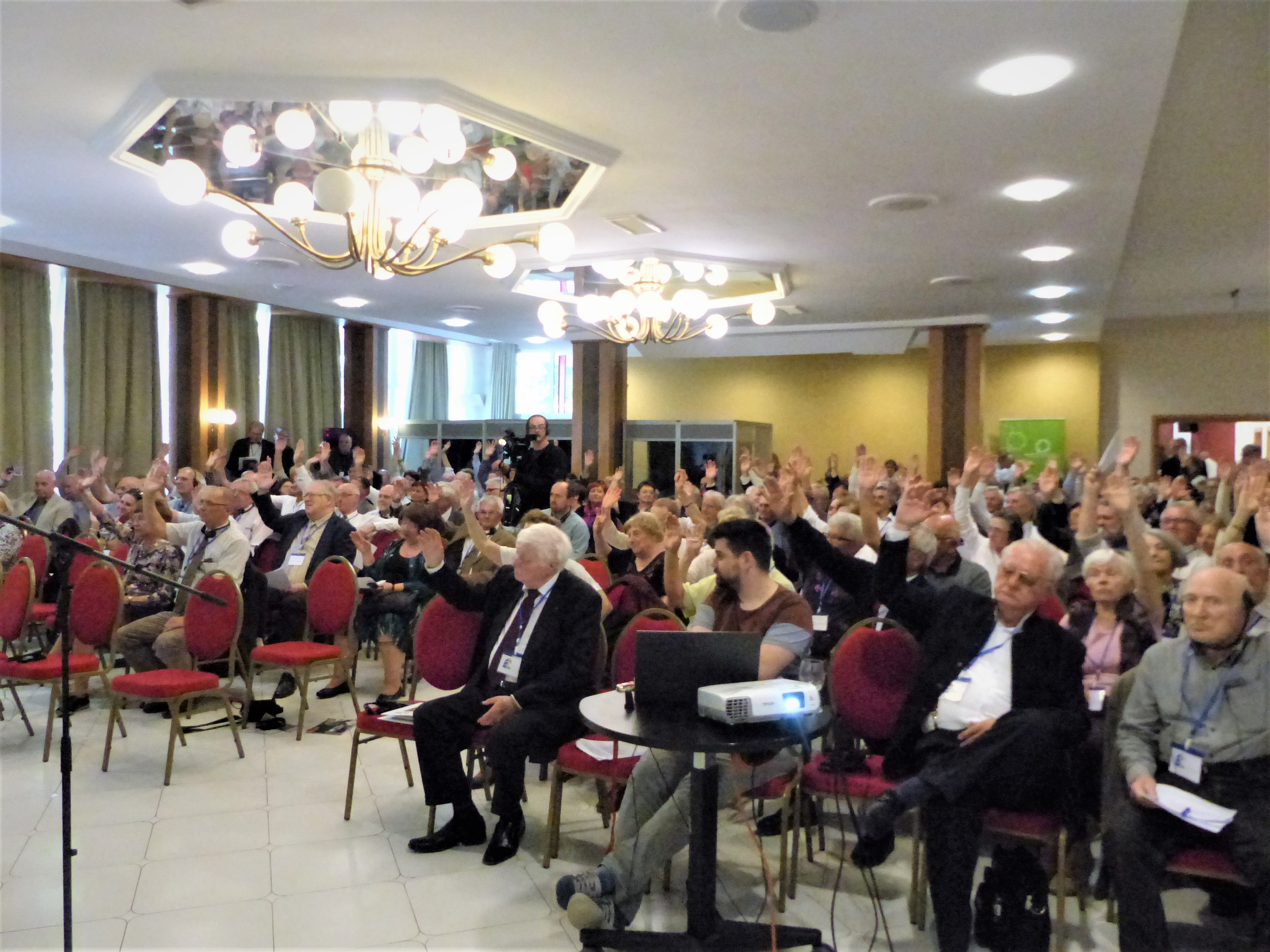
Az EuCET alapítógyűlés résztvevői

  - Tizenöt ország civil szervezeteinek képviselői és magánszemélyek a Civil Összefogás Fórum (CÖF) és a Civil Összefogás Közhasznú Alapítvány (CÖKA) kezdeményezésére Budapesten létrehozzák az Európai Uniós Civil Együttműködési Tanácsot EuCET.[71][72]
  - Kim Dzsongun észak-koreai vezető és Vlagyimir Putyin orosz elnök formális csúcstalálkozója Vlagyivosztokban. (A két vezető – a közel két órás négyszemközti megbeszélés során – áttekintette a két ország közötti kapcsolatokat és azt, hogyan javíthatnának a félsziget helyzetén.)[73]
  - Az ukrán parlament elfogadja a nyelvtörvényt. (A törvény a magánbeszélgetéseket és a vallási szertartásokat kivéve gyakorlatilag mindenhol kötelezővé teszi az ukrán nyelv használatát.)[74]
- április 28. – Előrehozott parlamenti választásokat tartanak Spanyolországban.[21] (A választást a Spanyol Szocialista Munkáspárt (PSOE) nyerte, a Néppárt (PP) kapta a második legtöbb szavazatot, azonban egyik politikai párt sem szerzett önálló kormányalakításhoz elegendő többséget. Bejutott a törvényhozásba a radikálisan jobboldali VOX párt is, egyből 24 mandátumot szerezve.)[75]

### Május
- május 1.

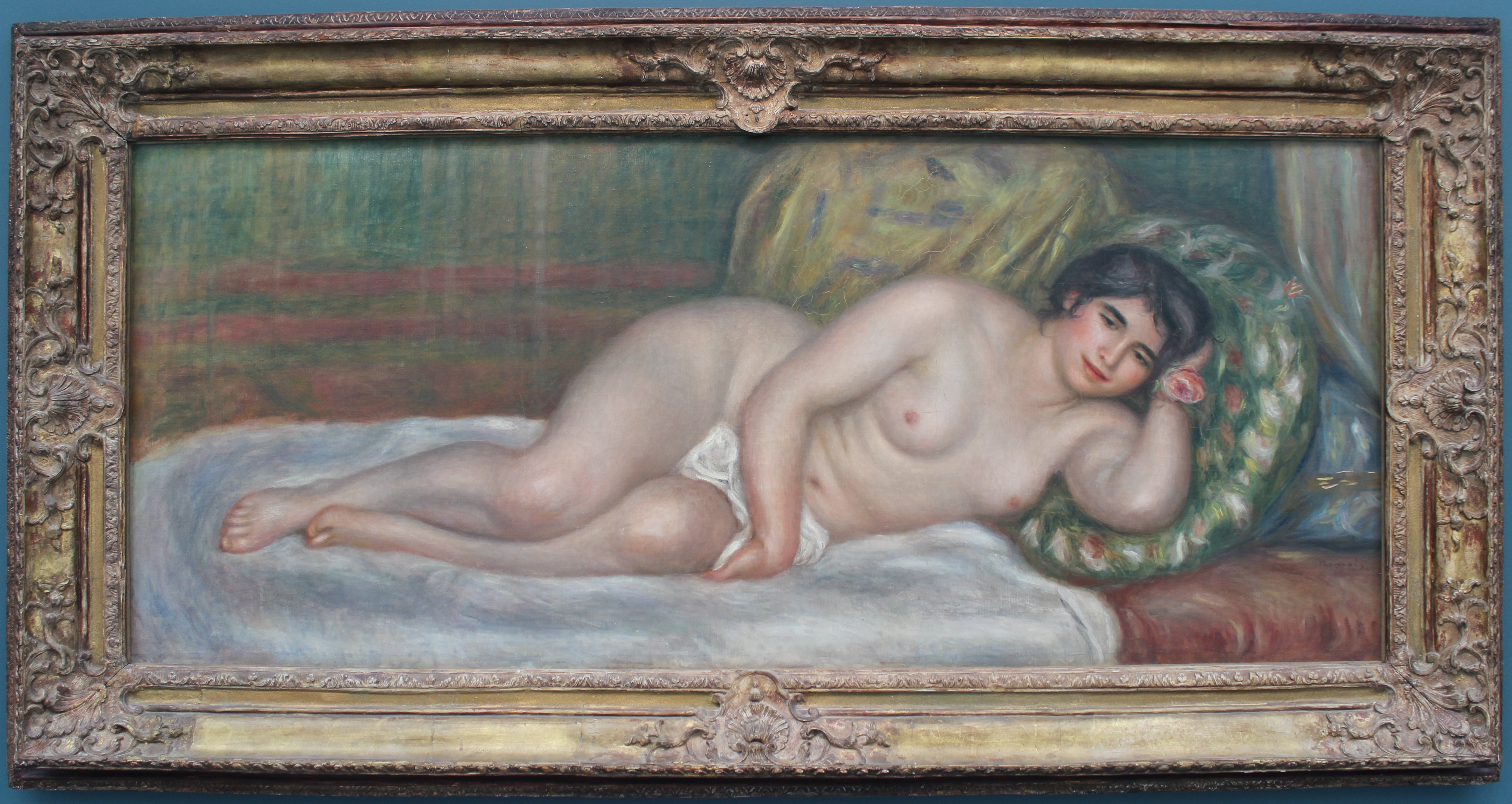
Pierre-Auguste Renoir Fekvő női akt című festménye

  - Megszűnik a Bokros Lajos vezette Modern Magyarország Mozgalom (Moma).[76]
  - Japánban Naruhito herceg foglalja el a trónt, azt követően, hogy apja, Akihito császár – két évszázada elsőként – lemond az uralkodói címről.[77]
- május 4. – A bangkoki Nagy Palotában megkoronázzák a 2016-ban – apja, IX. Ráma thaiföldi király halála után – trónra lépő Vadzsiralongkornt, aki a X. Ráma nevet veszi fel. (Apja halála után két és félévvel X. Ráma maga helyezte fejére a 7,3 kg súlyú koronát.)[78]
- május 5. – Az észak-macedón elnökválasztás második fordulója, melyet Sztevo Pendarovszki, a kormányzó balközép Macedóniai Szociáldemokrata Szövetség (SDSM) jelöltje nyer meg.[79]
- május 13. – Donald Trump amerikai elnök a Fehér Házban fogadja Orbán Viktor miniszterelnököt, akivel négyszemközti megbeszélésen NATO-ügyekről és kereskedelmi kérdésekről tárgyal.[80]
- május 14. – Az Országos Múzeumi Restaurálási és Raktározási Központ (OMRRK) átadásán Orbán Viktor miniszterelnök és Baán László, a Liget Budapest projekt miniszteri biztosa leleplezi a magyar állam által, a Szépművészeti Múzeum számára megvásárolt, Pierre-Auguste Renoir Fekvő női akt című festményét.[81] (A művet a magyar állam 12,3 millió dollárért – vagyis 3,5 milliárd forintért – vásárolta meg a maastrichti művészeti vásáron.)[82]
- május 18. – Ausztráliában a kormányzó liberális–nemzeti koalíció nyeri a parlamenti választást. (Scott Morrison miniszterelnök a külső támogatókra szoruló kisebbségi kormány után többségit alakíthat.)[83]
- május 20. – A parlamentben leteszi hivatali esküjét Volodimir Zelenszkij új ukrán elnök, aki a törvényhozás előtt mondott beiktatási beszédében bejelenti, hogy feloszlatja a parlamentet. (A ceremónián számos külföldi vendég volt jelen, Magyarországot Áder János köztársasági elnök képviselte. Zelenszkij beiktatása után azonnal lemondott Volodimir Hrojszman ukrán kormányfő.)[84][85]
- május 23–26. – A 2019-es európai parlamenti választás.
- május 24. – Egy nappal az Egyesült Királyságban tartott európai parlamenti választást követően Theresa May brit miniszterelnök bejelentette, hogy június 7-én távozik a Konzervatív Párt és a kormány éléről.[86]
- május 26.
  - Európai parlamenti választás Magyarországon. (A választást a Fidesz–KDNP szövetség nyerte – a leadott szavazatok 52,56%-ával – 13 mandátumot szerezve. A DK (16,05%) 4, a Momentum (9,93%) 2, míg az MSZP–Párbeszéd (6,61%) és a Jobbik (6,34%) 1-1 helyet szerzett. Az LMP-t a Mi Hazánk és a Kétfarkú is megelőzte. A zöldpárt mindössze 2,18%-ot kapott, ezzel nemcsak a Mi Hazánk előzte meg (3,29%), de még a Kétfarkú is (2,62%), ugyanakkor a Munkáspárt 14 452 szavazattal 0,42%-ot szerzett.)[87]
  - A litván elnökválasztás második fordulója, mely az egykori bankár-közgazdász, Gitanas Nausėda győzelmével zárul.[88]
  - Olaszországi önkormányzati választás
  - Madridi önkormányzati választás
- május 27.
  - A parlamentben tartott bizalmi szavazáson megbukik a Sebastian Kurz vezette osztrák kormány.[89]
  - A román legfelsőbb bíróság – helyben hagyva a 2016-ban első fokon meghozott ítéletet – visszaélésre történő felbujtásért három és fél év letöltendő szabadságvesztésre ítéli Liviu Dragneát, a képviselőház elnökét. (Az ítélet kihirdetését követően a bukaresti rendőrség őrizetbe vette és beszállította a rahovai börtönbe.)[90]
- május 29. – Késő este legalább 27 ember életét követelő hajóütközés történik a Duna budapesti, belvárosi szakaszán, melyben a két érintett hajó egyike elsüllyedt.[91]

### Június
- június 1. – Erdélybe látogat és felkeresi Csíksomlyót Ferenc pápa.[92] (A katolikus egyházfő május 31. és június 2. között, háromnapos pasztorális és ökumenikus jellegű apostoli látogatáson vesz részt Romániában,[93] melynek keretében Balázsfalván boldoggá avat hét román görögkatolikus püspököt.)[94]
- június 5. – A Szociáldemokrata Párt szerepel a legjobban a dániai parlamenti választáson, melyen a voksok 25,9%-át szerzi meg, s az ötpárti baloldali koalíció 91 helyhez jut a 179 fős törvényhozásban.[95]
- június 9. – Az alapvető demokratikus jogok durva megsértése jellemzi az Európai Biztonsági és Együttműködési Szervezet megfigyelő missziója szerint a kazahsztáni elnökválasztást, amelyet a márciusban váratlanul lemondott államfő, Nurszultan Nazarbajev által kijelölt politikus, Kaszim-Zsomart Tokajev ügyvezető elnök nyer meg (a voksok közel 71%-ával).[96]
- június 16. – Szabadságkoncert a Hősök terén Nagy Imre és mártírtársainak újratemetésének 30. évfordulóján.[97]

### Július
- július 1. – December végéig Finnország veszi át Romániától az Európai Unió Tanácsának soros elnökségét.[98]
- július 2. – Megalakul az új Európai Parlament.[99]
- július 3. – Az Európai Parlament David Sassolit választja meg elnöknek.[100]
- július 6. – Kendernay Jánost választja társelnökének az LMP rendkívüli tisztújító kongresszusa.[101]
- július 7. – Távozik a hatalomból – az európai baloldal egyik ikonikus figurája – Aléxisz Cíprasz görög kormányfő, miután pártja, a SZIRIZA a voksok 31,5%-ával a második helyen végez a parlamenti választáson. (Kiriákosz Micotákisz Új Demokrácia nevű jobbközép pártja 39,8%-kal nyert, és a győztesnek járó plusz 50 mandátummal együtt abszolút többséget szerzett a parlamentben.)[102]
- július 12. – Varga Judit váltja az Igazságügyi Minisztérium élén a kormány által uniós biztosnak jelölt Trócsányi Lászlót.[103]
- július 16. – Az Európai Parlament az Európai Bizottság elnökévé választja Ursula von der Leyent.[104]
- július 21. – Előrehozott parlamenti választás Ukrajnában,[105] melyen magabiztos diadalt aratott a Volodimir Zelenszkij államfő által alapított A Nép szolgája nevű párt. (A magyar indulók közül senki sem került be a törvényhozásba. Brenzovics László, a Kárpátaljai Magyar Kulturális Szövetség (KMKSZ) elnöke – aki a korábbi időszakban egyedüli magyarként ült a parlamentben – a második helyen végzett körzetében, 25%-os eredménnyel.)[106]
- július 23. – A várakozásoknak megfelelően Boris Johnson volt brit külügyminisztert, London egykori polgármesterét választják a kormányzó brit Konzervatív Párt új vezetőjévé a távozó Theresa May miniszterelnök utódjaként.[107][108]

### Augusztus
- augusztus 8. – Trágyaszag terjed el Budapesten, és környékén.[109]
- augusztus 11. – Tűz üt ki népszerű üdülőhely, Gran Canaria hegyvidéki erdeiben, Las Palmastól 20 km-re. (Egy hét alatt 2 ezer hektárnyi terület égett le, és több mint 4 ezer ember kellett kitelepíteni otthonából.)[110]
- augusztus 20. – Lemond Giuseppe Conte olasz miniszterelnök, miután felbomlott az 5 Csillag Mozgalom és a Matteo Salvini belügyminiszter és kormányfő-helyettes vezette jobboldali Északi Liga koalíciója.[111]
- augusztus 21. – Szudánban leteszi hivatali esküjét Abdalla Hamdok kormányfő.[112] (Harminc év után először ülhet civil a szudáni kormányfői székbe.)[113]
- augusztus 22. – A Tátrát egy zivatarrendszer éri el, és a Giewontnál több alkalommal villámok csapnak le. (A vihar ellenére hegyet mászó sokaságból öten életüket vesztették és több, mint százötvenen megsérültek.)[114]
- augusztus 27.- A Tiszalúc melletti Bárányszegnél 15 rendészt gyakorlatról a Tiszaluci vasútállomásra szállító kisbusz hamarabb bekanyarodva kétszeres pirdzléssel beborul az árokba. 8 rendész és 2 rendőr meghal 7 rendész túléli.
- augusztus 29. – Megalakul az Egyesült Államok Űrparancsnoksága. (A parancsnokság már korábban is létezett, 1985-ben hozta létre Ronald Reagan akkori amerikai elnök, de ezt 2002-ben megszüntették, miután a 2001. szeptember 11-ei terrortámadások után átszervezték a Pentagont.)[115]

### Szeptember
- szeptember 5. – Olaszországban leteszi hivatali esküjét a második Conte-kormány.[116] (Az olasz parlament alsóháza szeptember 7-én, másnap pedig a parlament felsőháza is bizalmat szavaz a párton kívüli Conte koalíciós kormányának, mely az Öt Csillag Mozgalom (M5S) és a balközép Demokrata Párt (PD) szövetségéből alakult.)[117]
- szeptember 8. – Megalakul az Abdalla Hamdok vezette szudáni kormány. (A 18 tagból álló új kormányban négy nő kapott tárcát.)[118]
- szeptember 10. – Ursula von der Leyen sajtótájékoztató keretei között mutatja be javaslatát az új Európai Bizottság összetételére, melyben Trócsányi László – korábbi igazságügy-miniszter – a bővítésért és a szomszédságpolitikáért felelős biztos szerepelt.[119] (A kihallgatások után Trócsányit nem fogadták el. Az új jelölt Várhelyi Olivér lett.)
- szeptember 13. – A budapesti Szent István-bazilika előtt elindul egy visszaszámláló óra, mely az egy év múlva kezdődő 52. Nemzetközi Eucharisztikus Kongresszus megnyitásáig hátralevő időt mutatja.[120]
- szeptember 15. – A tunéziai elnökválasztás első fordulója. (Az észak-afrikai ország több mint hétmillió szavazópolgára huszonnégy jelölt közül választhatott, azonban a novemberi második fordulóba már csak Kaisz Szaíd jogászprofesszor és a korrupciós vádakkal bebörtönzött Nabíl Karui médiamágnás mérettethette meg magát.)[121]
- szeptember 17. – A repo (visszavásárlási szerződés) kamat az Amerikai Egyesült Államokban váratlanul megemelkednek.[122]
  - Másodjára tartanak parlamenti választást Izraelben, melyen a centrista ellenzék pártja, a Kék-fehér kapta a legtöbb szavazatot.[123]
- szeptember 19. – Budapesten megnyílik a Türk Államok Szervezete Tanácsának európai képviseleti irodája.[124]
- szeptember 24. – Az Európai Unió Bírósága megállapította,  hogy a Bizottság alkothat olyan jogszabályt, amely kitér az alapvető uniós értékek, így a kisebbségi jogok védelmére.[125]
  - VI. Fülöp spanyol király aláírta a parlament feloszlatásáról, valamint a november 10-i ismételt parlamenti választások megrendezéséről szóló rendeletet. (Ezzel véget ért a spanyol demokrácia XIII. parlamenti ciklusa, amely a második legrövidebb volt az ország történetében, összesen 126 napig tartott.)[126]
- szeptember 29. – A szavazatok 37,2%-át szerezi meg a Sebastian Kurz vezette Osztrák Néppárt az ausztriai előrehozott parlamenti választáson. (Második helyen végzett az Osztrák Szociáldemokrata Párt (SPÖ) 21,8%-kal. Az Osztrák Szabadságpárt (FPÖ) 16, a Zöldek 14, a liberális NEOS pedig 7,8%-ot szerzett.)[127]
- szeptember 30. – Ursula von der Leyen, az Európai Bizottság megválasztott elnöke új biztosjelöltet kér Magyarországtól Trócsányi László helyett, miután azt az Európai Parlament jogi bizottsága (JURI) másodszor is leszavazta.[128] (Várhelyi Olivért, az EU-hoz akkreditált állandó magyar képviselet vezetőjét javasolja új magyar biztosjelöltnek Orbán Viktor kormányfő.)[129]

### Október
- október 6. – Választások Portugáliában, Tunéziában és Koszovóban. (Koszovóban az Albin Kurti vezette baloldali Vetëvendosje nevű párt a voksok 26%-ával végzett az első helyen.,[130] ugyanakkor Tunéziában az előrehozott parlamenti választást a mérsékelt iszlamista párt, az Ennahada nyeri,[131] míg Portugáliában a kormányzó szocialisták a szavazatok 35,88%-át szerezték meg.)[132]
- október 9. – Törökország támadást indít Szíria iszlamisták által megszállt északi részét felszabadító kurd hadsereg ellen. (Recep Tayyip Erdoğan török elnök állítása szerint egyúttal az iszlám állam ellen is.)[133]
- október 10. – A román parlament megvonja a bizalmat a Viorica Dăncilă vezette szociáldemokrata kormánytól.[134] (Klaus Johannis államfő október 15-én Ludovic Orbant, a Nemzeti Liberális Párt (PNL) elnökét kérte fel kormányalakításra.)[135]
- október 13.
  - Önkormányzati választás Magyarországon.[136]
  - Parlamenti választás Lengyelországban. (A választást a jelenleg is kormányzó nacionalista-konzervatív Jog és Igazságosság (PiS) a szavazatok 49,3%-kal nyeri meg. A jobbközép-liberális Polgári Koalíció (KO) 22,3%-os, a baloldali szövetség 10,9%-os, a Lengyel Néppárt (PSL) pedig 9,8 %-os eredményt ér el.)[137]
- október 14. – A spanyol legfelső bíróság ítéletet hirdet a függetlenségpárti katalán vezetők ügyében, mely szerint a tizenkét vádlott közül kilenc súlyos börtönbüntetést kap. (Az ítélet ellen tiltakozásul Barcelonában zavargásba forduló több napon át tartó tüntetés tör ki.)[138]
- október 19. – Bayer Zsolt publicista kezdeményezésére többezres szimpátiatüntetést tartanak a budapesti az Olasz Nagykövetség előtt a bevándorlásellenes, Liga-párti volt olasz belügyminiszter, Matteo Salvini mellett.[139] A Matteo Salvini melletti szimpátiatüntetés Budapesten

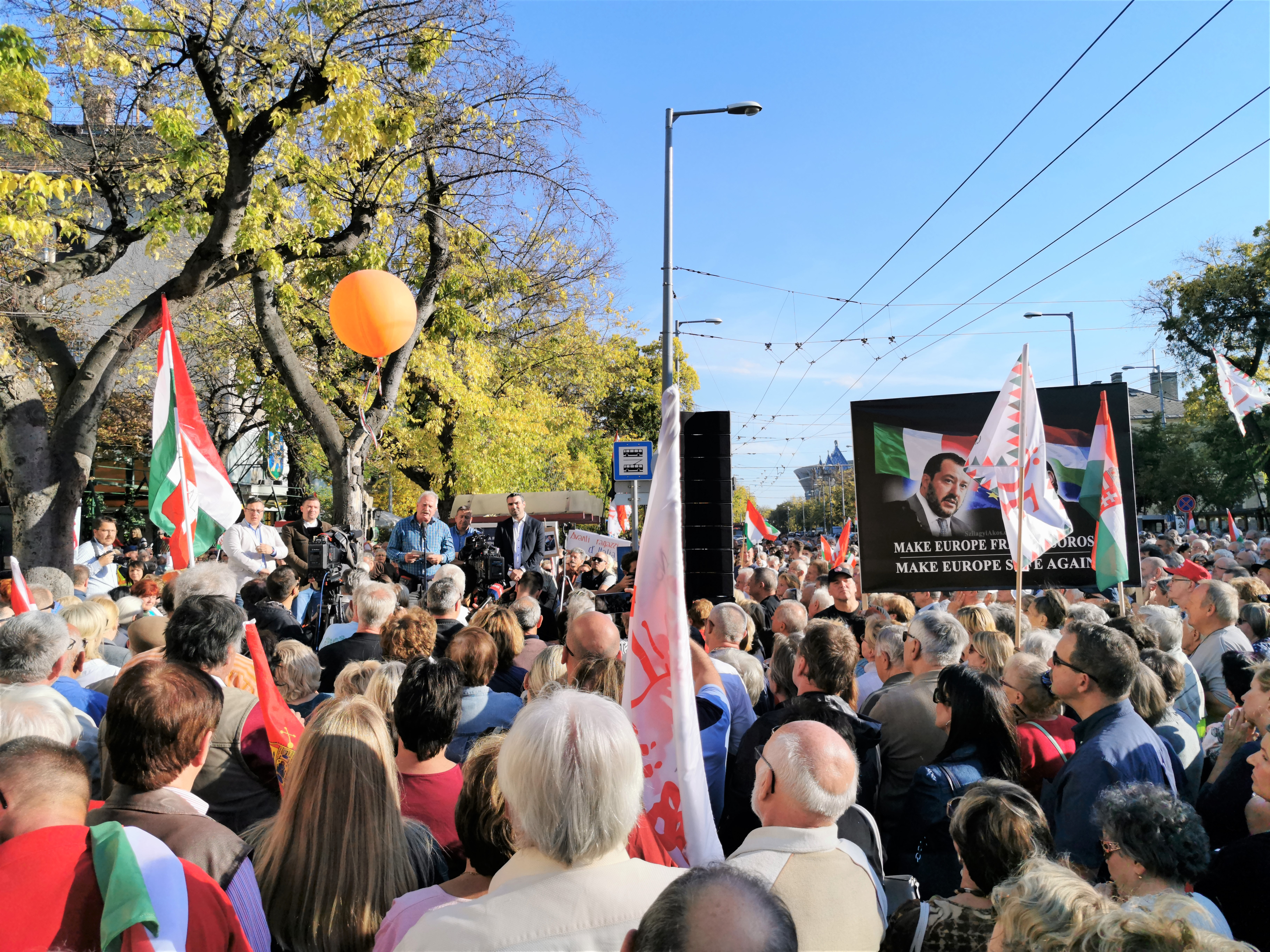
A Matteo Salvini melletti szimpátiatüntetés Budapesten

- október 22. – Bejelenti trónra lépését Naruhito, az új japán császár. (Uralkodásával kezdetét veszi a reiva (gyönyörű harmónia) korszaka.)[140]
- október 21. – Justin Trudeau miniszterelnök liberális pártja nyeri a kanadai parlamenti választást. (A győzelem ellenére a párt elvesztette korábbi többségét, és csak 157 mandátumot szerzett a 338 fős parlamentben, míg a második helyen végzett konzervatívok képviselőik számát 99-ről 121-re növelték.)[141]
- október 26. – Végleg lezárják a turisták előtt Ausztrália egyik leglátványosabb természeti képződményét, az Ayers Rockot (Uluru).[142]
- október 31. – Budapesten újraavatják a Nemzeti Vértanúk emlékművét a Vértanúk terén. (Füredi Richárd szobrászművésznek és Kismarty-Lechner Jenő építésznek a vörösterror áldozataira emlékező alkotását 1945-ben döntötték le.)[143]

### November
- november 1. – Hivatalba lép Christine Lagarde, az Európai Központi Bank új elnöke.[144]
- november 10.
  - Ismételt parlamenti választás Spanyolországban,[145] melyen másodszor is a Spanyol Szocialista Munkáspárt kapta a legtöbb szavazatot, de önállóan nem tud kormányt alakítani. (A szocialisták 120 helyet szereztek a 350 fős parlamentben, néhány képviselői hellyel kevesebbet, mint a legutóbbi választáson, míg a közvetlenül választott 208 szenátusi helyből 92 mandátumot nyertek el.)[146]
  - A romániai elnökválasztás első fordulója.[147] (A választást Klaus Johannis államfő nyerte, mellette pedig Viorica Dăncilă – megbuktatott szociáldemokrata miniszterelnök – jutott tovább a második fordulóba.)[148]
  - Lemond Evo Morales bolíviai elnök. (Előtte hetekig tüntetések voltak az országban, mert a gyanú szerint Morales elcsalta az október 20-iki elnökválasztást.)[149]
- november 24. – A romániai elnökválasztás második fordulója.[147](A választást Klaus Johannis államfő nyerte.)
- november 26. – Albánia északnyugati partvidéki részét 6,4-es magnitúdójú földrengés rázza meg.

### December
- december 1.
  - Hivatalba lép Charles Michel, az Európai Tanács új elnöke.[150]
  - Hivatalba lép az új Európai Bizottság, elnöke Ursula von der Leyen. (Várhelyi Olivér a szomszédság- és bővítéspolitikáért felelős biztos.)[151]
- december 2. – A Szibéria Ereje névre keresztelt vezetéken megindul az orosz gázszállítás Kínába.[152]
- december 3. – A magyar parlament elfogadja a Türk Nyelvű Államok Együttműködési Tanácsa magyarországi képviseleti irodájának budapesti képviseletéről szóló törvényt.[153] (A törvény többek között tartalmazza az irodák és személyzetének jogállását, kiváltságait és mentességeit.)[154]
- december 12. – Parlamenti választás az Egyesült Királyságban, mely a konzervatívok abszolút győzelmével zárult. (A Boris Johnson miniszterelnök vezette toryk 365, a Munkáspárt 203, míg a Skót Nemzeti Párt (SNP) 48 képviselői helyet szerzett.)[155]
- december 16. – Budapest, Pozsony, Prága és Varsó főpolgármesterei létrehozzák az európai szabad városok szövetségét.[156]
- december 31. – A kínai hatóságok bejelentik az első kínai SARS-CoV-2 fertőzés esetet.[157]

### Határozatlan dátumú események
- január – Orbán Viktor miniszterelnök a Parlament épületéből átteszi hivatalát az egykori budai karmelita kolostorba.[158]
- február – A magyar kormány újabb fél évvel meghosszabbítja a tömeges bevándorlás okozta válsághelyzet fenntartását, melyet 2016 márciusában hirdettek ki először.[159] (Szeptemberben ezt ismét meghosszabbítja fél évvel.)[160]
- április közepe–május közepe – Parlamenti választások Indiában, mely a Narendra Modi hivatalban lévő miniszterelnök pártja, a hindu nacionalista Indiai Néppárt (Bháratíja Dzsanata Párt, BJP) vezette jobbközép-jobboldali, Nemzeti Demokratikus Szövetség (NDA) koalíciójának nagyarányú győzelmével zárul.[161] (A potenciálisan 900 millió embert megmozgató parlamenti választás április közepétől kezdődően egy hónapig tartott az ország 29 államában és hét szövetségi területén.)[162]
- május – Ferenc pápa apostoli levélben teszi kötelezővé a katolikus egyház papjai számára a szexuális visszaéléseknek és azok eltussolásának a bejelentését. (Az apostoli levél azt is kifejti, hogy a papoknak a világi törvényeket is be kell tartaniuk, és a hatóságoknak is jelenteniük kell a szexuális visszaéléseket.)[163]
- szeptember – Előbb a Salamon-szigetek, majd Kiribati is megszakítja diplomáciai kapcsolatait Tajvannal, és felveszi azt Kínával. (Ezzel a Tajvant elismerő országok száma 17-ről 15-re apad.)[164]
- október – A NATO Parlamenti Közgyűlése – egyhangú szavazással – alelnökévé választja Mesterházy Attilát, az MSZP korábbi elnökét. (Személyében az első magyar tölti be ezt a vezető pozíciót.)[165] Decemberben elnöknek választják, mely tisztséget egy évig töltheti be.[166]

## Az év témái

### Kiemelt témák és évfordulós emlékévek 2019-ben

#### Kiemelt témák
- február 4. – Alapításának 30. évfordulóját ünnepli a Magyar Máltai Szeretetszolgálat.[167]

#### Kiemelt emlékévek
- II. Rákóczi Ferenc emlékév fejedelemmé választásának 315. évfordulójára[168][169]

#### Évszázados évfordulók
- A liechtensteini államalapítás 300. évfordulója.[170]
- január 27. – Ady Endre halálának 100. évfordulója.[171]
- január 29. – Balassagyarmati felkelés 100. évfordulója.
- február 24. – Bogsch Árpád születésének 100. évfordulója.
- április 8. – Eötvös Loránd halálának 100. évfordulója.
- május 2. – Leonardo da Vinci halálának 500. évfordulója.
- december 12. – Fritz Muliar osztrák színész születésének 100. évfordulója.

### 2019 a tudományban
- október 23. – A Google kutatói a Nature brit folyóiratban publikálják, hogy kvantumszámítógépük elérte a kvantumfölényt.[172]

#### 2019 a csillagászatban
- január 1. – A New Horizons űrszonda elhalad a Kuiper-övben található 486958 Arrokoth kisbolygó mellett. (A kisbolygó az Ultima Thule becenevet kapta, amit később átneveztek Arrokoth-ra, mivel jelenleg ez a legtávolabbi objektum, amely mellett ember készítette űreszköz elhaladt.)[173][174]
- január 3. – A Hold Földről nem látható oldalán először landol űrszonda.[175]
- január 6. – Részleges napfogyatkozás Északnyugat-Ázsia és a Csendes-óceán északi része felett.
- július 2. – Teljes napfogyatkozás a Csendes-óceán déli része és Dél-Amerika felett.
- december 26. – Gyűrűs napfogyatkozás Ázsia és Ausztrália felett.

### 2019 a vasúti közlekedésben
- október 21. – Budapestről elindul a METRANS Csoport első konténervonata a kínai Hsziamenbe.[176]

### 2019 a sportban

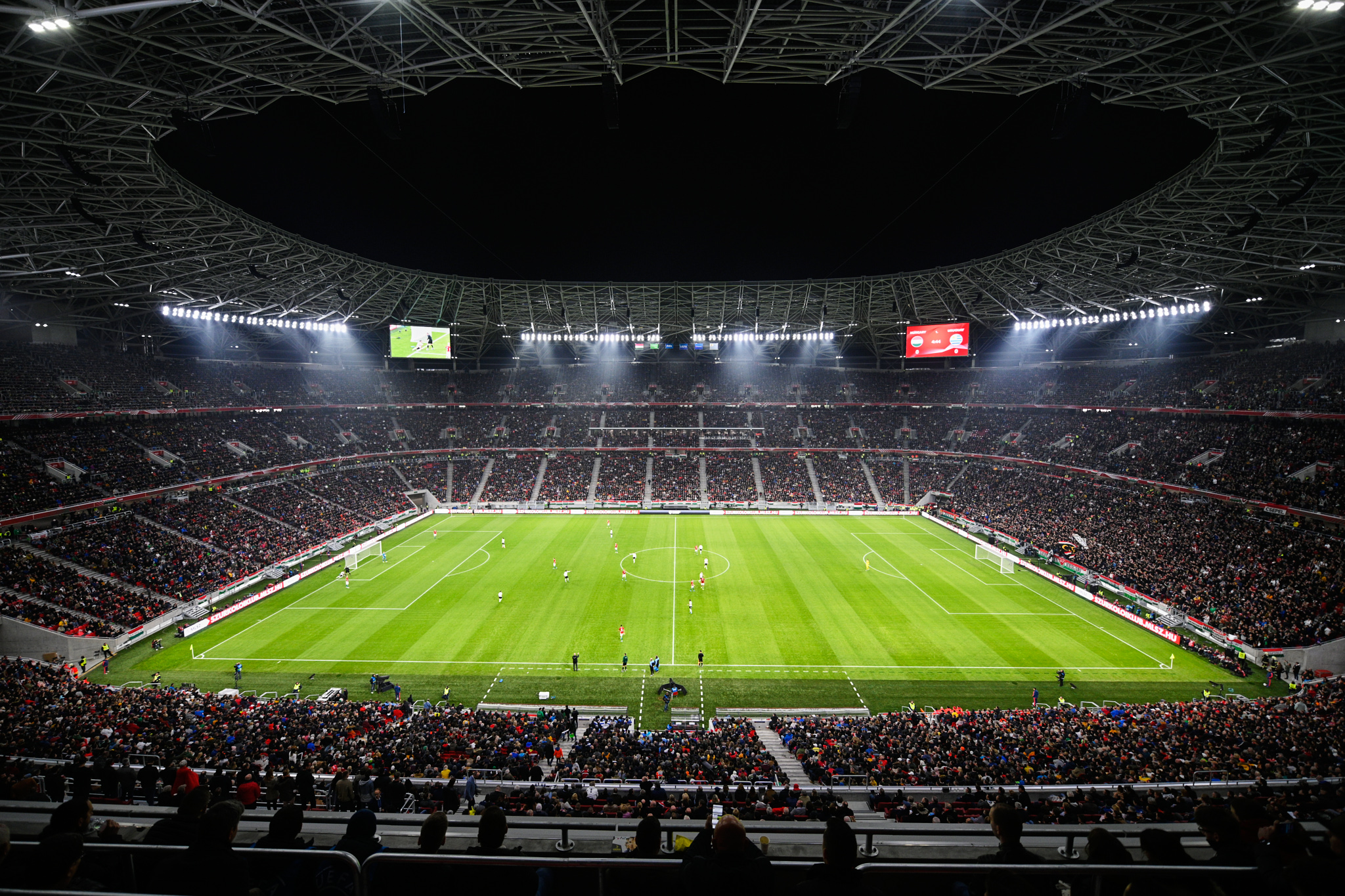
A Puskás Aréna avatómérkőzése

- november 15. – Megnyitják a Puskás Arénát. (Az uruguayi labdarúgó-válogatott 2–1-re legyőzte a magyar csapatot.).[177]

### 2019 az irodalomban
- február 14. – Nagy Gábor költő, irodalomtörténész és Paszkál Gilevszki macedón költő, műfordító nyeri el a Balassi-emlékkardot, melyet 23. alkalommal adnak át a Gellért-szállóban.[178]
- szeptember – A Helikon Kiadó gondozásában megjelenik Kőhalmi Zoltán első krimije „A férfi, aki megölte a férfit, aki megölt egy férfit – avagy 101 hulla Dramfjordban” címmel.[179]
- november 2. – Juhász Anna bejelenti a Hadik kávéházban működő Hadik Irodalmi Szalon megszűnését.[180]
- november 20. – Krasznahorkai László Báró Wenckheim hazatér című regénye nyeri el a 2019-es amerikai Nemzeti Könyvdíjat a legjobb külföldi fordítás kategóriában.[181]
- november 30. – Erős Kingát választják a Magyar Írószövetség elnökévé.[182]

### 2019 a zenében

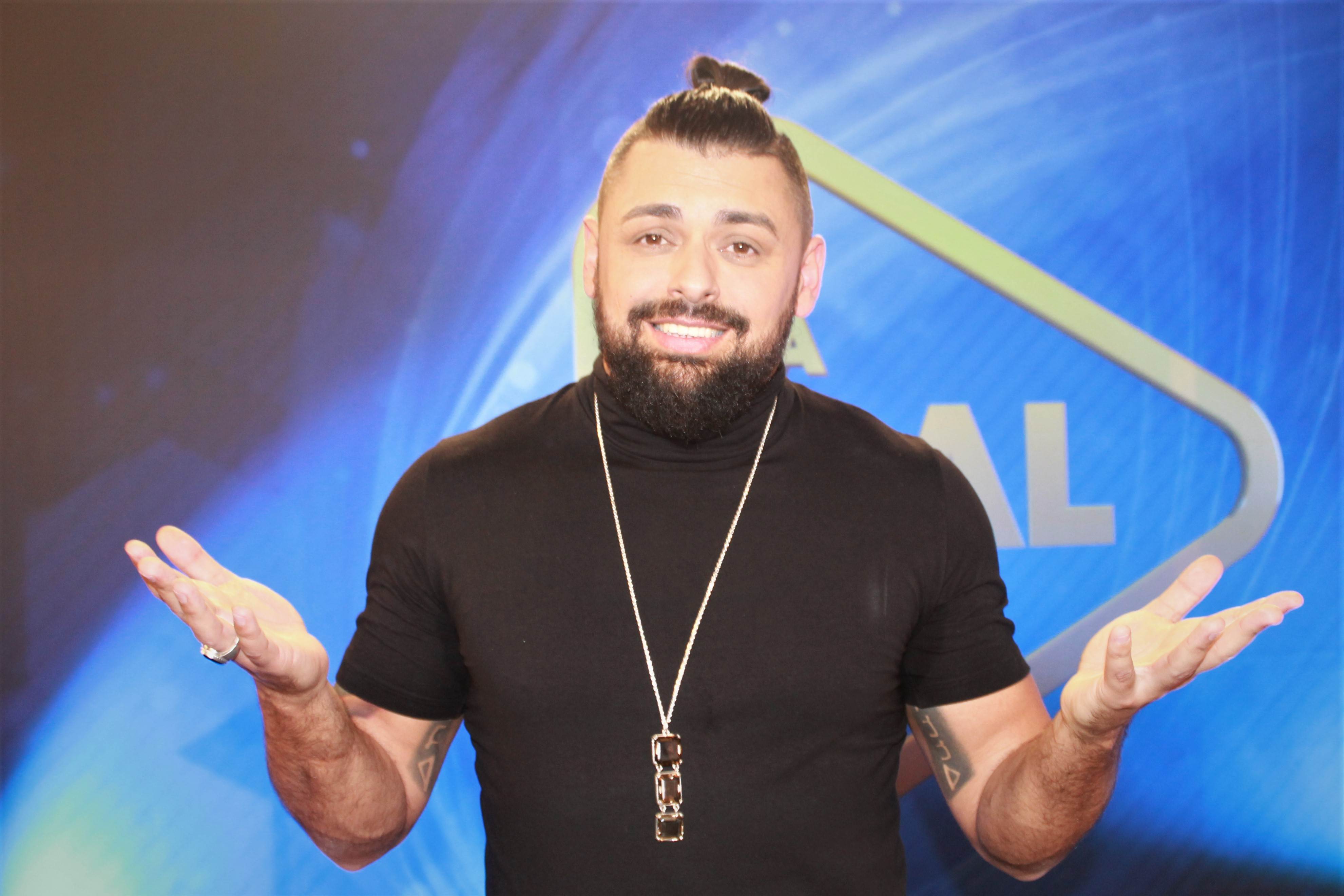
Pápai Joci, A Dal 2019 győztese a műsor döntője után

- február 24. – Pápai Joci és Az én apám című dal nyeri az Eurovíziós Dalfesztivál magyarországi előválogatóját, A Dalt.[183]
- május 18. – Duncan Laurence holland énekes nyeri a 2019-es Eurovíziós Dalfesztivált az Arcade című dalával.[184]

Albumok
- Bryan Adams: Shine a Light
- Akon: El Negreeto / Akonda
- Vanessa Amorosi: Back to Love
- Backstreet Boys: DNA
- Bagossy Brothers Company: Veled utazom
- Beck: Hyperspace
- James Blunt: Once Upon a Mind
- Mika: My Name Is Michael Holbrook
- Chris Brown: Indigo
- Coldplay: Everyday Life
- Sarah Connor: Herz Kraft Werke
- The Cranberries: In the End
- Dido: Still on My Mind
- Céline Dion: Courage
- Billie Eilish: When We Fall Asleep, Where Do We Go?
- Jonas Brothers: Happiness Begins
- Keane: Cause and Effect
- Kovács Ákos: 50 Jubileumi Akusztikus Koncert / Idősziget
- Kowalsky meg a Vega: Árnyék és fény
- Avril Lavigne: Head Above Water
- Madonna: Madame X
- Rúzsa Magdolna: Lélekcirkusz
- Magna Cum Laude: Gyulai Húszfeldolgozó part 1 & 2
- Ne-Yo: Another Kind of Christmas
- Pink: Hurts 2B Human
- Pitbull: Libertad 548
- Suzi Quatro: No Control
- Ed Sheeran: No.6 Collaborations Project
- Snoop Dogg: I Wanna Thank Me
- Starset: Divisions
- Sting: My Songs
- Taylor Swift: Lover
- Szandi: Bolond nyár
- Tankcsapda: Liliput Hollywood
- Tanita Tikaram: To Drink the Rainbow
- Twice: &Twice
- Tyler, the Creator: Igor
- Kanye West: Jesus Is King
- Westlife: Spectrum
- Robbie Williams: The Christmas Present
- Whitesnake: Flesh & Blood
- Zoltán Erika: Köszönöm

### 2019 a médiában
- január 8. – Elindult az ATV második csatornája, ATV Spirit néven.
- február 2. – A Sláger FM átköltözött a megszűnő Rock FM helyére, a 95,8-as frekvenciára.
- február 3. – A Nat Geo Wild nevet hosszabbított, és National Geographic Wild néven folytatja tovább a sugárzást.
- február 7. – Megszűnt a Music FM.
- február 17. – Elindult a Jocky TV és a Moziverzum.
- március 31. – Megszűnt az Echo TV és a DoQ, előbbi beleolvadt a Hír TV-be.
- április 1. – Elindult a Nicktoons Magyarországon és Romániában.
- április 30. – Az M3 megszűnt, mint lineáris tévécsatorna, és internetes videótárrá alakult.[185]
- június 4. – Arculatot váltott a Comedy Central és a Comedy Central Family.
- szeptember 1. – Elindult Magyarország első roma TV csatornája, Dikh TV néven.
- szeptember 2. – Elindult az ATV rádiója, Spirit FM néven.
- szeptember 16. – Megújult a Discovery Channel, és ugyancsak a 99,5-ös frekvencián elindult a Best FM budapesti adása.
- szeptember 30. – Echo Hungária TV Zrt., mint vállalat beleolvadt a Hír TV Zrt.-be.
- október 14. – Arculatot váltott a Life TV.
- december 22. – Elindult Szlovákiában a Trojka, az RTVS harmadik csatornája, amelynek a tematikája megegyezik az egykori M3-éval.

### 2019 természeti katasztrófái
- Barry hurrikán (2019)

### 2019 a televízióban
- 2019-es Eurovíziós Dalfesztivál
- A Dal 2019
- A Bank (televíziós műsor)
- Alvilág (televíziós sorozat)
- Cseppben az élet
- Drága örökösök
- Exatlon Hungary
- Fuss, család, fuss!
- Heti Dörgés Villám Gézával
- Honfoglaló Szövetség (kvízműsor)
- Ízig-vérig
- Jófiúk
- Love Island (Magyarország)
- Mintaapák
- Nofilter
- Nyomd a gombot, tesó!
- Sztárban sztár leszek!
- Toplista

## Halálozások 2019-ben
- január 8. – Bolvári Antal, kétszeres olimpiai bajnok magyar vízilabdázó, edző (* 1932)
- január 20. – Andy Vajna, magyar filmproducer, üzletember, a nemzeti filmipar fejlesztéséért felelős kormánybiztos (* 1944)
- január 31. – Ihász Kálmán, olimpiai bajnok magyar labdarúgó (* 1941)
- február 7. – Albert Finney, angol színész (* 1936)
- február 13. – Tandori Dezső, Kossuth-díjas magyar költő, író, műfordító, a nemzet művésze (* 1938)
- február 16. – Bruno Ganz, svájci színész (* 1941)
- február 19. – Karl Lagerfeld, német divattervező (* 1933)
- február 20. – Kautzky József, Jászai Mari-díjas magyar színész (* 1927)
- március 2. – Koós János, magyar énekes, parodista, színész (* 1937)
- március 4.
  - Keith Flint, angol zenész a The Prodigy együttes énekese (* 1969)
  - Luke Perry, amerikai színész (* 1966)
- március 7. – Halász Béla, Bolyai Nagydíjas, Széchenyi-díjas magyar orvos, anatómus, neuroendokrinológus, az MTA alelnöke, a Bolyai János Alapítvány elnöke (* 1927)
- március 14. – Novák Ilona, olimpiai bajnok magyar úszó (* 1925)
- március 18. – Baló György, magyar televíziós újságíró, a Magyar Televízió volt kulturális igazgatója (* 1947)
- március 26. –  Martin Miklós, olimpiai bajnok magyar vízilabdázó (* 1931)
- március 29. –  Agnès Varda, francia filmrendező (* 1928)
- április 7. – Elekes Emma, magyar színésznő (* 1932)
- április 14. –  Bibi Andersson, svéd színésznő (* 1935)
- április 16. – Bács Ferenc, Kossuth-díjas magyar színművész (* 1936)
- április 21. – Ken Kercheval, amerikai színész (Dallas) (* 1935)
- április 23. – János luxemburgi nagyherceg (* 1921)
- április 30. – Peter Mayhew, angol színész (Csillagok háborúja) (* 1944)
- május 6. – John Lukacs, Széchenyi-díjas magyar történész (* 1924)
- május 7. – Georg Katzer, német zeneszerző (* 1935)
- május 11. – Peggy Lipton, Golden Globe-díjas amerikai színésznő (* 1946)
- május 12. – Vass Éva, kétszeres Jászai Mari-díjas magyar színésznő (* 1933)
- május 13. – Doris Day, Grammy-díjas amerikai színésznő, énekesnő (* 1922)
- május 20. – Niki Lauda, osztrák autóversenyző, a Formula–1 háromszoros világbajnoka (1975, 1977, 1984) (* 1949)
- május 24. – Murray Gell-Mann, Nobel-díjas amerikai fizikus, a kvarkmodell egyik megalkotója (* 1929)
- június 2. – Katona Ágnes (zongoraművész) Az Országos Filharmónia szólistája
- június 3. – Térey János, József Attila-díjas magyar író, költő, drámaíró, műfordítő (* 1970)
- június 4. – Lennart Johansson, svéd sporttisztviselő, az Európai Labdarúgó-szövetség (UEFA) elnöke (1990–2007) (* 1929)
- június 7. (k. n.) – Benke László, négyszeres szakácsolimpiai bajnok magyar mesterszakács és mestercukrász (* 1948)
- június 15. – Franco Zeffirelli, olasz filmrendező, forgatókönyvíró (* 1923)
- június 16. – Köteles Erzsébet, olimpiai bajnok magyar tornásznő (* 1924)
- június 17. – Muhammad Morszi, egyiptomi politikus, elnök (2012–2013) (* 1951)
- június 19. – Horváth Ádám, Kossuth-díjas magyar filmrendező (Szomszédok) (* 1930)
- június 23. – Inzelt Péter, Széchenyi-díjas mérnök, az MTA SZTAKI igazgatója (1993-2015) (* 1944)
- június 27. – Bart István, magyar író, műfordító (* 1944)
- június 29. – Ungvári Tamás, Széchenyi- és József Attila-díjas magyar író, műfordító, kritikus, irodalomtörténész (* 1930)
- július 6. – Cameron Boyce amerikai színész (* 1999)
- július 7. – Ambrus Zoltán, zenész, gitáros, színész (Irigy Hónaljmirigy) (* 1966)
- július 9.
  - Fernando de la Rúa, argentín politikus, elnök (1999-2001) (* 1937)
  - Veress Miklós, József Attila-díjas magyar költő, műfordító, kritikus, szerkesztő (* 1942)
- július 14. – Fazekas Árpád gyermekorvos, helytörténeti kutató, újságíró (* 1924)
- július 19.
  - Heller Ágnes, Széchenyi-díjas filozófus, esztéta, egyetemi tanár (* 1929)
  - Rutger Hauer, holland színész (* 1944)
- augusztus 3. – Ambrus Miklós, olimpiai bajnok magyar vízilabdázó (* 1933)
- augusztus 5. – Toni Morrison, Nobel-díjas amerikai író (* 1931)
- augusztus 16. – Peter Fonda, amerikai színész, rendező (* 1940)
- augusztus 25. –  Benkő Pál, magyar-amerikai sakkozó, nagymester (* 1928)
- augusztus 29.
  - Kocsár Miklós, Kossuth-díjas és kétszeres Erkel Ferenc-díjas magyar zeneszerző, a nemzet művésze (* 1933)
  - Tóth János, Kossuth-díjas magyar operatőr, filmrendező, dramaturg, a nemzet művésze (* 1930)
- augusztus 31. – Anthoine Hubert, francia autóversenyző, a GP3 2018-as szezonjának bajnoka (* 1996)
- szeptember 4. – Berendy Pál, válogatott labdarúgó, edző (* 1932)
- szeptember 6. – Robert Mugabe, zimbabwei politikus, a Zimbabwei Köztársaság volt miniszterelnöke, majd elnöke (* 1924)
- szeptember 11.
  - Rajk László, Kossuth-díjas magyar építész, politikus (* 1949)
  - Tóth Sándor, József Attila-díjas magyar író, költő, újságíró, egyetemi tanár, országgyűlési képviselő. (* 1939)
- szeptember 12. – Marton László, Kossuth-díjas magyar rendező, színigazgató (* 1943)
- szeptember 13. – Konrád György, Kossuth-díjas magyar író, esszéíró, szociológus (* 1933)
- szeptember 16. – Gallai Péter, magyar énekes, zeneszerző, billentyűs (Piramis) (* 1953)
- szeptember 22. – Sára Sándor, kétszeres Kossuth-díjas magyar operatőr, filmrendező, a nemzet művésze (* 1933)
- szeptember 23. –  Ercse Margit, Liszt Ferenc-díjas magyar operaénekesnő (* 1939)
- szeptember 26. – Jacques Chirac, francia politikus, Franciaország elnöke, miniszterelnöke, Párizs polgármestere (* 1932)
- szeptember 29. – Kovács László, Széchenyi-díjas orvos, fiziológus, egyetemi tanár, az MTA rendes tagja (* 1939)
- október 1. – Karel Gott cseh énekes (* 1939)
- október 2. – Csík Ferenc magyar labdarúgó (* 1962)
- október 9.
  - Vekerdy Tamás magyar pszichológus, író (* 1935)
  - Dobozi Eszter József Attila-díjas magyar író, költő, szerkesztő. (* 1956)
- október 11.
  - Alekszej Arhipovics Leonov
  - Robert Forster, Oscar-díjra jelölt amerikai színész (Jackie Brown, Twin Peaks) (* 1941)
- október 22. – Sárközy Zoltán, Jászai Mari-díjas magyar színész (* 1934)
- október 27. – Foltin Jolán, Kossuth-díjas magyar táncművész, koreográfus, a nemzet művésze (* 1943)
- október 28. – Jeney Zoltán, Kossuth- és Erkel Ferenc-díjas zeneszerző (* 1943)
- november 2. – Huszár Tibor, Széchenyi-díjas szociológus, az MTA rendes tagja (* 1930)
- november 6. – Karinthy Márton, Kossuth-díjas színházigazgató, színházi rendező, író, Karinthy Frigyes unokája (* 1949)
- november 10. – Szívós István, olimpiai és világbajnok magyar vízilabdázó, edző, sportvezető, fogorvos (* 1948)
- november 20. – Dömötör Zoltán, olimpiai bajnok magyar vízilabdázó, úszó,  edző. (* 1935)
- november 25. – Horváth János, magyar politikus, közgazdás, országgyűlési képviselő (* 1921)
- december 2. – Bónis Ferenc zenetörténész, egyetemi tanár (* 1932)
- december 5. – Weszely Tibor magyar matematikus, tudománytörténész, Bolyai-kutató, Bolyai-díjas (* 1936)
- december 8.
  - René Auberjonois amerikai színész (* 1940)
  - Ormos Mária, Széchenyi-díjas magyar történész, egyetemi tanár, politikus, MTA doktora (* 1930)
- december 9.
  - Marie Fredriksson, svéd énekesnő (Roxette) (* 1958)
  - Varga Imre, Kossuth-díjas magyar szobrászművész, a nemzet művésze (* 1923)
- december 14. – Anna Karina, dán származású francia modell, színésznő, filmrendező. Jean-Luc Godard ex-felesége (* 1940)
- december 15. – Benkő Dániel, lant- és gitárművész (* 1947)
- december 26. – Sue Lyon amerikai színésznő (* 1946)
- december 28. – Szőnyi Erzsébet Kossuth-díjas magyar zeneszerző, karvezető, zenepedagógus, a nemzet Művésze (* 1924)

## Nobel-díjak és Nobel-díjasok
| Fizikai                     | James Peebles kanadai-amerikai fizikus, aki „átformálta a kozmoszról alkotott elképzeléseinket”, valamint Michel Mayor és Didier Queloz svájci fizikusok, akik „ismeretlen bolygókra vadászva felderítették kozmikus szomszédságainkat” |
| Kémiai                      | John Goodenough, Stanley Whittingham, és Josino Akira „a lítium-akkumulátorok továbbfejlesztéséért” |
| Orvosi-élettani             | William Kaelin amerikai orvos, Peter Ratcliffe brit orvos és sejtbiológus, valamint Gregg Semenza amerikai orvos és biokémikus „az élet alkalmazkodóképességének kutatásáért”                                                           |
| Irodalmi                    | Peter Handke osztrák író, aki „nyelvi leleményességgel tárta fel az emberi lét perifériáját és sajátosságát” |
| Béke                        | Abij Ahmed Etiópia miniszterelnöke „az Eritreával folytatott háború lezárásáért” |
| Közgazdasági Nobel-emlékdíj | Abhijit Banerjee indiai születésű amerikai, Esther Duflo francia, és Michael Kremer amerikai közgazdász trió „a globális szegénység enyhítésére irányuló kísérleti megközelítésért”                                                     |

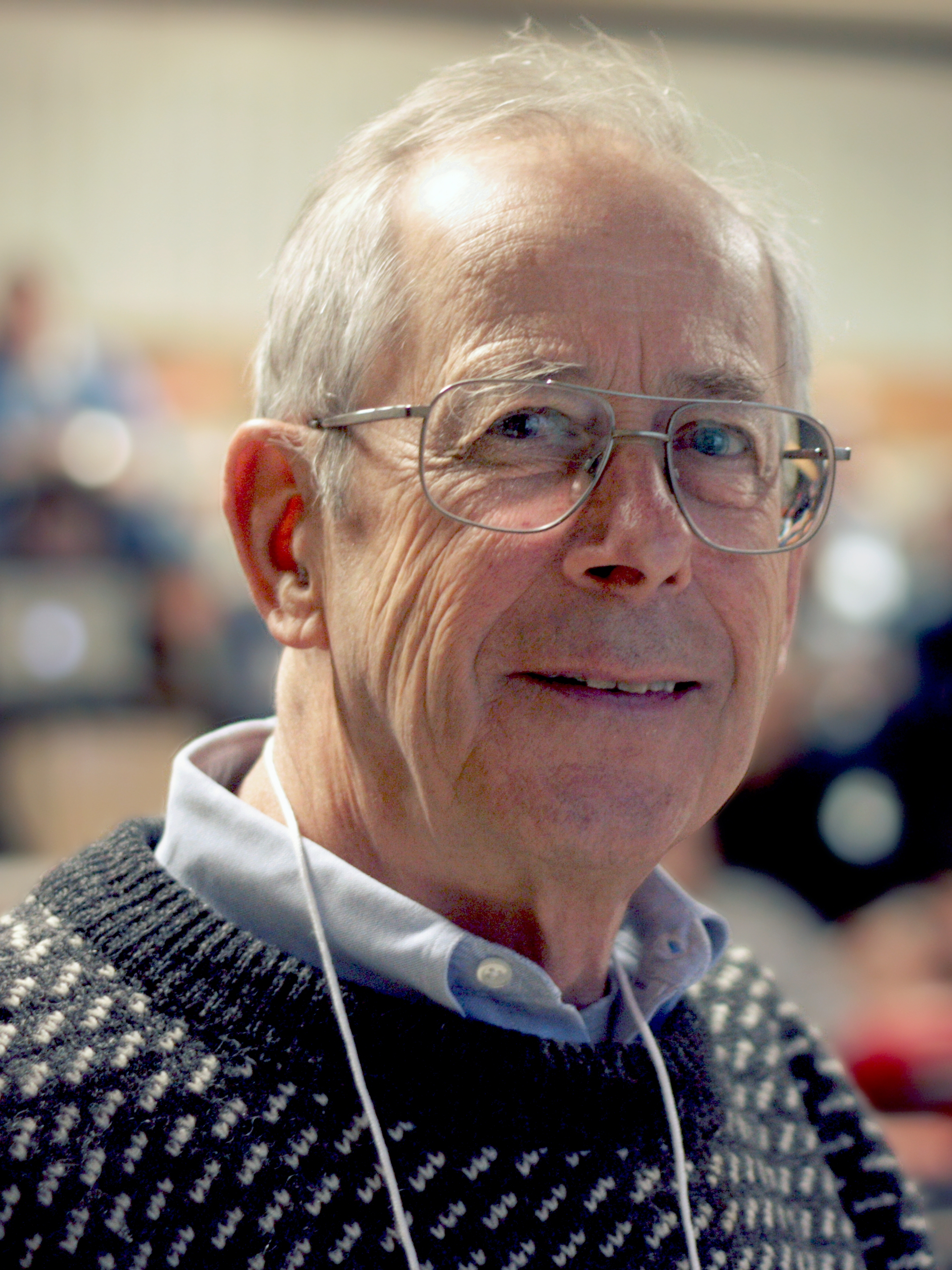
James Peebles
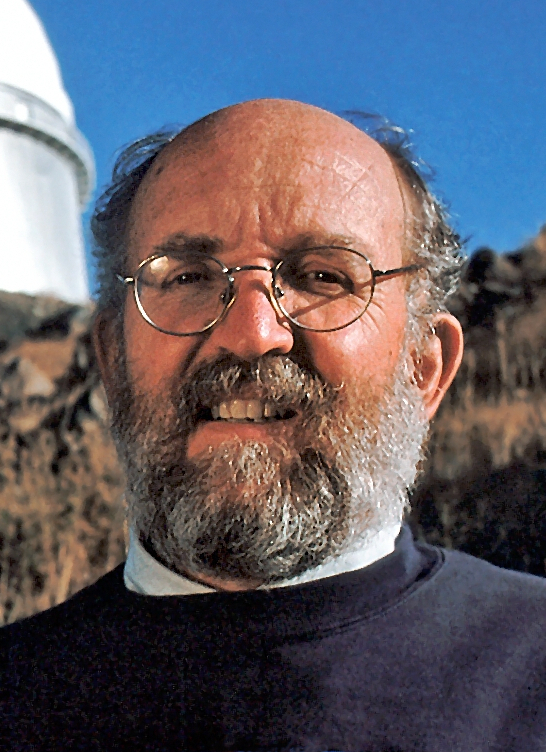
Michel Mayor
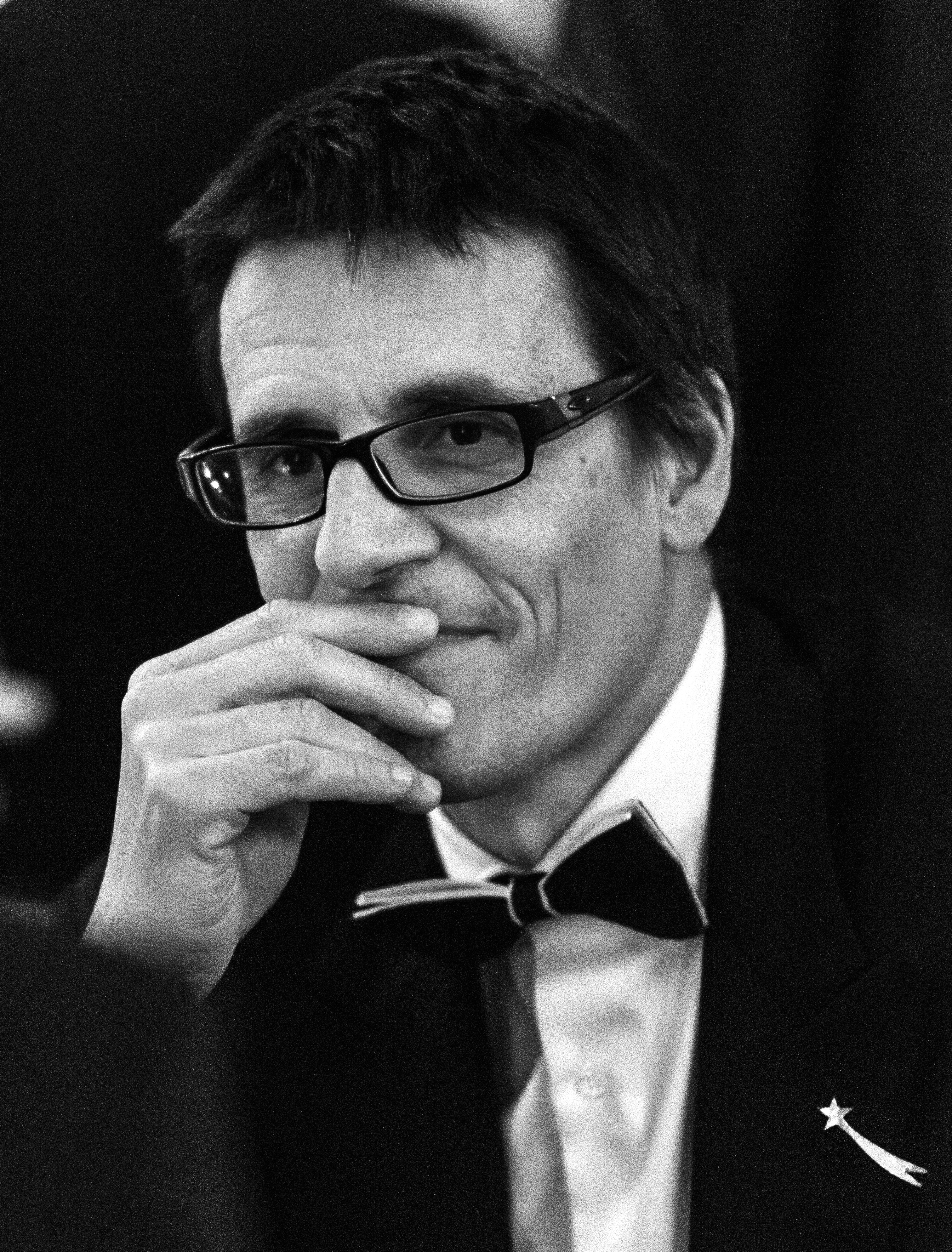
Didier Queloz
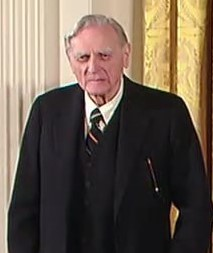
John Goodenough
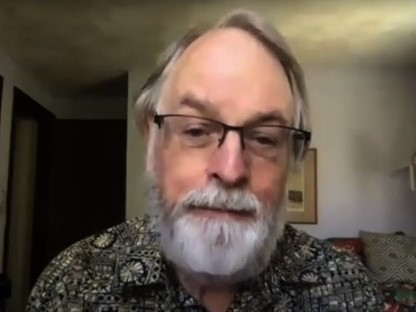
Stanley Whittingham
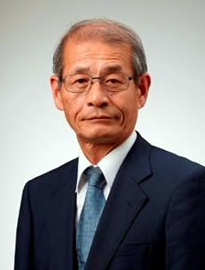
Josino Akira
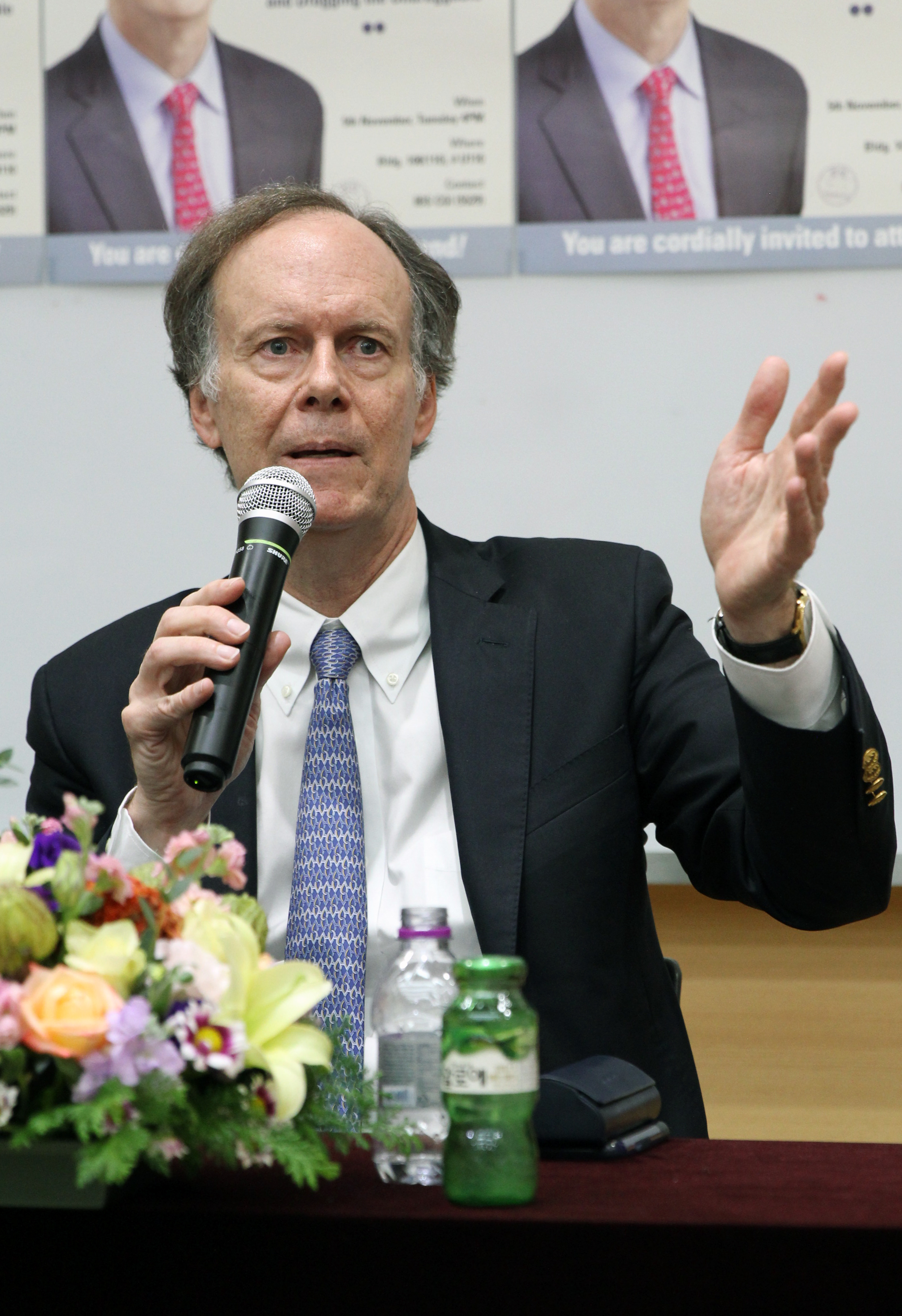
William Kaelin
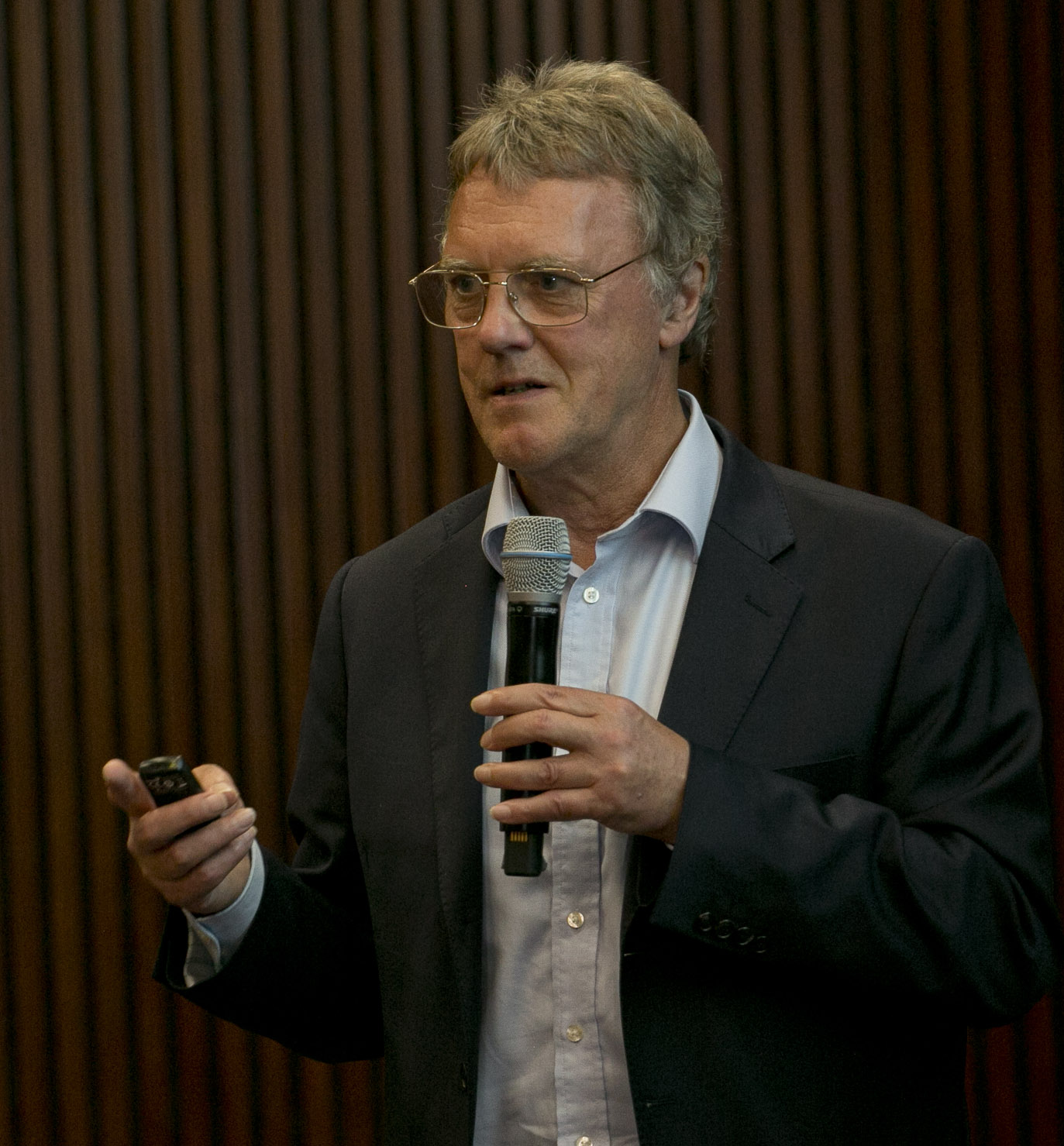
Peter Ratcliffe
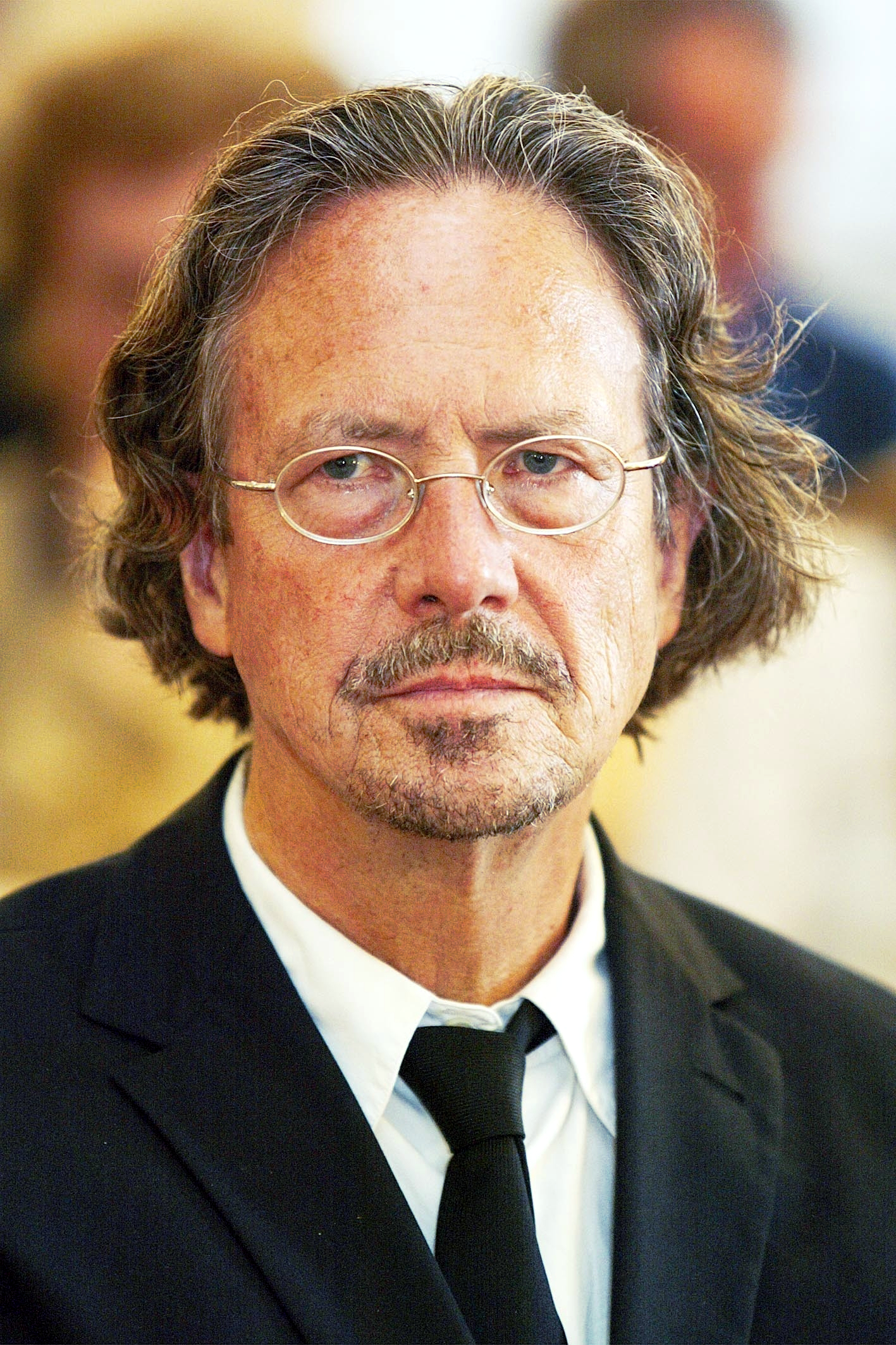
Peter Handke
Michael Kremer
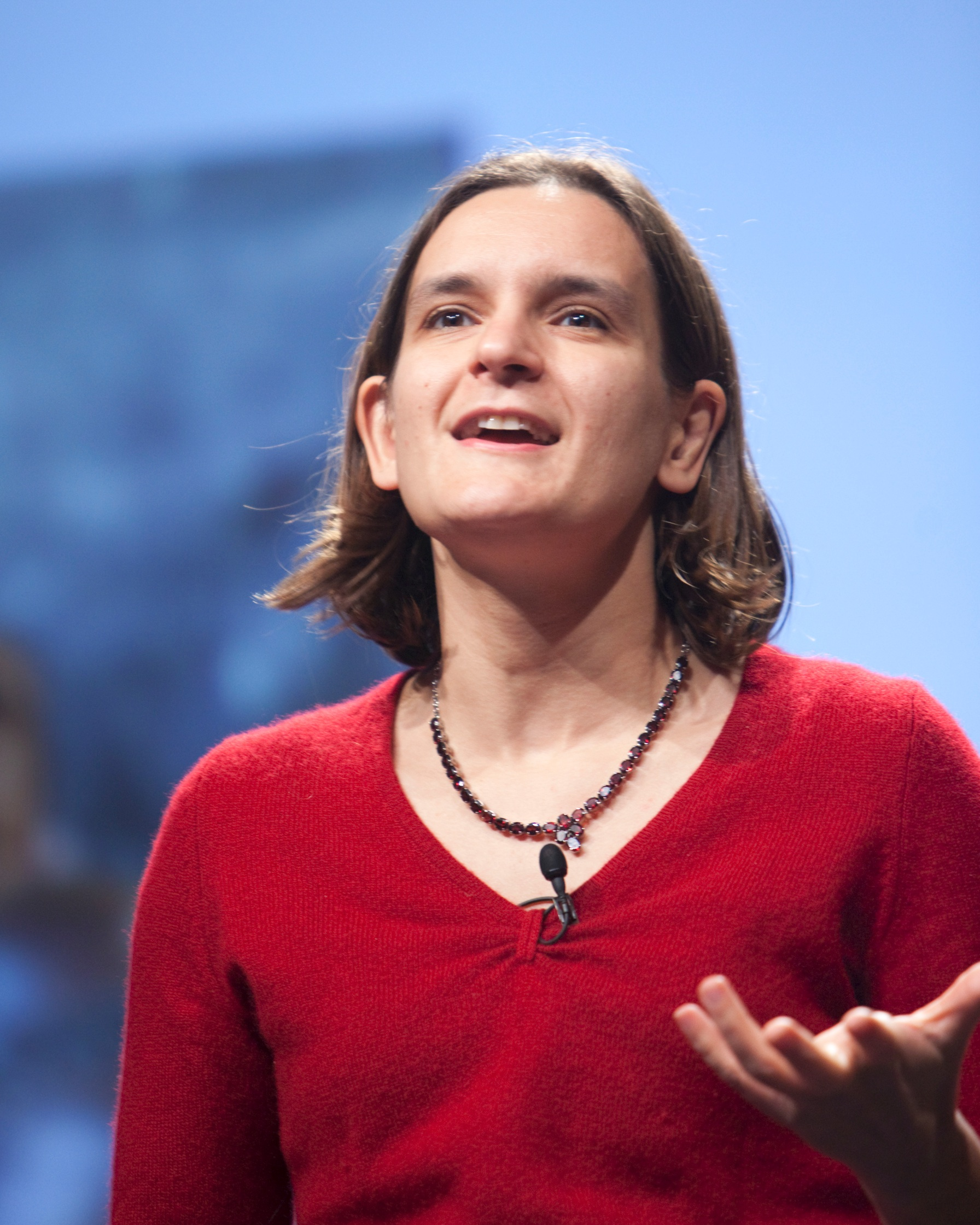
Esther Duflo
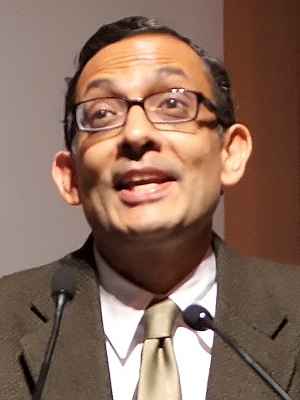
Abhijit Banerjee